# Référendum sur l'indépendance de l'Écosse
Le référendum sur l'indépendance de l'Écosse s'est déroulé le jeudi 18 septembre 2014, conformément à l'accord d'Édimbourg signé le 15 octobre 2012 par le Premier ministre britannique David Cameron et le Premier ministre écossais Alex Salmond. La question posée aux Écossais était « Should Scotland be an independent country? », c'est-à-dire en français « L'Écosse devrait-elle être un pays indépendant ? ».
À l'issue de la nuit de dépouillement, la victoire du « non » est annoncée le 19 septembre au matin : il obtient 55,3 % des suffrages exprimés contre 44,7 % pour le oui. Si le vote avait été favorable, l'indépendance aurait été proclamée le 24 mars 2016, soit 413 ans jour pour jour après la mort d'Élisabeth Ire d'Angleterre et l'accession au trône d'Angleterre de Jacques VI, roi d'Écosse, qui scella alors l'Union des Couronnes d'Angleterre et d'Écosse.

## Historique

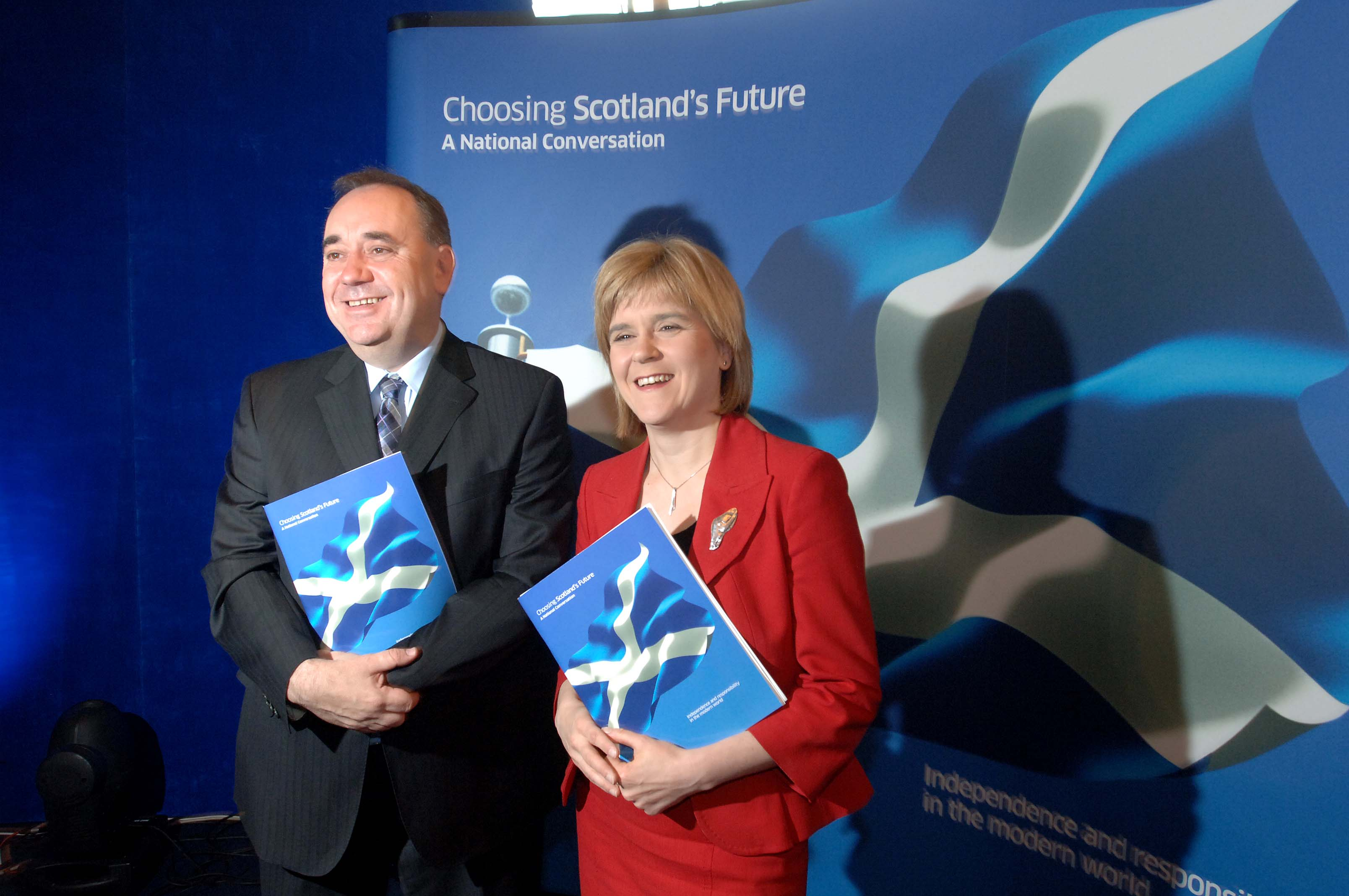
Le Premier ministre écossais Alex Salmond et la vice-Première ministre Nicola Sturgeon, le 14 août 2007.

Alex Salmond, Premier ministre d'Écosse, annonce sa volonté de tenir un référendum sur l'indépendance de l'Écosse le 18 septembre 2014. Le projet avait été introduit initialement en 2009, mais en septembre 2010 le Parti national écossais (PNE) a retiré son plan et exclu tout référendum avant les élections de 2011. En mai 2011, le parti remporte une majorité absolue lors des élections parlementaires écossaises, obtenant 69 sièges sur 129. Le dimanche 15 janvier 2012, le Premier ministre écossais et le ministre britannique chargé de l'Écosse, Michael Moore, s'accordent pour se rencontrer et discuter de l'organisation du référendum.
C'est le troisième référendum sur le statut de l'Écosse au sein du Royaume-Uni, après ceux du 1er mars 1979 et du 11 septembre 1997.

## Statut actuel de l'Écosse

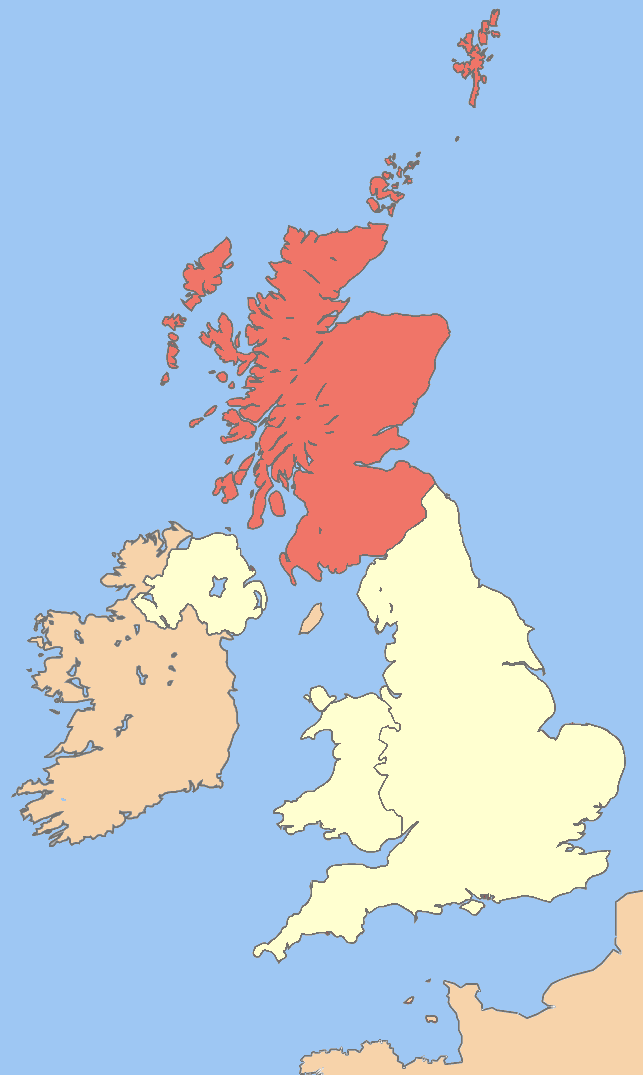
L'Écosse, en rouge, au sein du Royaume-Uni.

L'Écosse est l'une des quatre nations constitutives du Royaume-Uni. À l'origine, tout comme l'Angleterre, elle était un royaume indépendant. En 1603, Jacques VI, roi d'Écosse, devint aussi roi d'Angleterre, donnant lieu à une union personnelle entre les deux royaumes : ils partagent le même chef d'État, mais demeurent des États souverains et distincts. Un siècle plus tard, les deux royaumes s'unifièrent pour former un seul et unique pays sous le nom de Royaume de Grande-Bretagne en vertu de l'Acte d'Union de 1707, marquant ainsi la naissance du Royaume-Uni. Les Écossais sont des citoyens britanniques, au même titre que leurs compatriotes anglais, gallois et nord-irlandais. Ils élisent ainsi des représentants à la Chambre des communes du Parlement britannique, qui siège à Londres. Le gouvernement britannique peut donc être composé de représentants de chacune de ces quatre nations. Depuis 1998, l'Écosse jouit d'une grande autonomie, est dotée de son propre gouvernement et d'un parlement, qui ne peuvent toutefois contrevenir aux principes de la souveraineté britannique. Il existe en outre un mouvement nationaliste écossais, qui trouve son expression politique notamment à travers le Parti national écossais depuis les années 1930.

## Administration

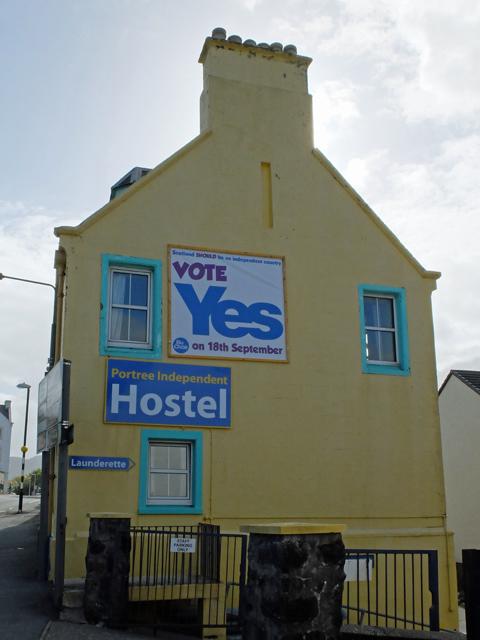
Un panneau « Oui ».

### Commission
Le scrutin est supervisé par la Commission électorale britannique.

### Débats
Les partisans de l'indépendance ont appelé à plusieurs reprises à un débat télévisé entre le Premier ministre du Royaume-Uni David Cameron et le Premier ministre écossais Alex Salmond. Ces appels à un face-à-face ont été écartés par Cameron sous prétexte que le référendum est destiné aux Écossais et que le débat doit se tenir en Écosse entre les indépendantistes et les unionistes. L'ancien Premier ministre Gordon Brown a aussi soutenu la mise en place de ce débat en précisant que ce serait une bonne idée. Salmond a aussi été accusé de vouloir fuir le débat avec le président des unionistes Alistair Darling en refusant de se confronter à lui à la place de Cameron, bien que Sturgeon a affirmé en octobre 2013 qu'un débat Salmond-Darling serait inévitable. Après des mois de négociation, un débat entre Salmond et Darling a été organisé par STV le 5 août 2014. Darling a refusé un débat public avec le président pro-indépendantiste Blair Jenkins.
Le leader du UKIP Nigel Farage propose de débattre avec Alex Salmond mais il reçoit une fin de non-recevoir par la porte-parole du SNP qui affirme comme non pertinente cette proposition en Écosse.

### Droit de vote
Les personnes suivantes sont habilitées à voter lors de la consultation :
- Les citoyens britanniques résidant en Écosse ;
- Les citoyens du Commonwealth résidant en Écosse ;
- Les citoyens des autres pays de l'Union européenne résidant en Écosse ;
- Les membres de la Chambre des lords résidant en Écosse ;
- Les soldats des Forces armées britanniques ainsi que le personnel du Gouvernement de Sa Majesté inscrits dans une circonscription électorale écossaise.

Les personnes âgées de 16 ou 17 ans sont par ailleurs autorisées à voter si elles sont enregistrées sur la liste électorale à la date du scrutin,,. Il s'agit d'une première au Royaume-Uni,.
Faute de résider en Écosse au moment du référendum, 1,15 million d'Écossais vivant à l'étranger ne peuvent y participer. Pour le professeur Tony Travers de la London School of Economics, cette décision des autorités écossaises serait un choix tactique en faveur de l'indépendance, puisque les Écossais vivant hors d'Écosse pourraient être moins favorables à une Écosse séparée du Royaume-Uni.

### Question
À l'origine, la question du référendum proposée par le SNP est « Do you agree that Scotland should be an independent country? » (« Êtes-vous d'accord pour que l'Écosse soit un pays indépendant ? »). Toutefois, après une enquête de la Commission électorale, celle-ci conclut que la formulation « Do you agree » incite à voter « oui ». Le gouvernement écossais accepte de changer la question et celle-ci est finalement :
« Should Scotland be an independent country? »

« L'Écosse doit-elle être un pays indépendant ? »

### Rôle de la communication lors de la campagne du référendum
Lors de la campagne concernant le référendum de l’Écosse, les partis ont eu recours à plusieurs types de stratégies communicationnelles pour promouvoir leur vision et leur position face à cet enjeu national. Effectivement, deux camps s’affrontent ; celui des partisans de l’indépendance écossaise connue sous le nom de Yes Scotland (en), qui essaie de projeter l’image d’une Écosse indépendantiste. De l’autre côté, leurs opposants du Better Together, qui eux publicisent la vision d’une nation écossaise annexe au Royaume-Uni.
Ces deux partis ont eu recours à des stratégies de communication traditionnelles telles que la télévision, les campagnes publicitaires et inévitablement le discours.
L'utilisation de la télévision comme outil communicationnel est inévitable pour les partis. Étant donné que c'est par son intermédiaire que les électeurs prennent conscience des partis jouant un rôle lors de cette campagne, mais aussi de leurs messages pour convaincre les électeurs.
Afin de pouvoir atteindre des électeurs, qui d'habitude ne s'impliquent pas dans la vie politique, c'est-à-dire dans les collectivités territoriales, les aspirants de Yes Scotland (en) ont utilisé une communication directe pour convaincre et tisser des liens avec ces nouveaux électeurs. Pour cela, ils vont directement aller sur le terrain et interagir avec eux.
Les partis vont toujours entreprendre de nouvelles façons de communiquer avec leurs électeurs car le but derrière cela est de garder leur confiance et leur loyauté qui mènera au vote. La fureur et la réussite d'un parti politique est directement liée à sa perception par les électeurs et c'est pour cette raison que l'on compare l'utilisation de la communication lors de campagne électorale à l'utilisation de la publicité par les marques. Le but est d'attirer le « client » et de lui vendre un « produit ». Une fois que le « client » est charmé l'« achat » est assuré. D'où l'importance de la communication.
Lors du référendum écossais, en plus des partis, la Commission électorale a aussi utilisé des stratégies de communication pour solliciter le vote des jeunes de seize à dix-sept ans. À cet effet, la Commission électorale a entrepris sa propre campagne pour pousser ces jeunes électeurs à recourir à leur devoir de citoyen. Cette dernière a entre autres transmis son message par l'intermédiaire de la radio, la télévision, les réseaux sociaux, mais aussi à l'aide des établissements scolaires et de leurs enseignants. Par exemple, la plupart des établissements scolaires ont invité des acteurs politiques pour faire place à un débat. D'autres ont simulé des bureaux de vote. La Commission électorale a procédé à un sondage qui révéla que 63 % de ces jeunes électeurs ont pu se rattacher à un élément qui leur est destiné, par l'entremise de la campagne qui leur a été déployée et 75 % d'entre eux ont exercé leur devoir de citoyen lors du vote .

#### Les réseaux sociaux
Cette campagne a aussi révélé une importante utilisation d'un nouvel outil émergent en communication et politique. En effet, les partis ont énormément fait leur propagande grâce à Internet. Leur publicité politique a par exemple pris la forme de vidéos virales sur le web. Des plateformes comme YouTube et d'autres médias sociaux leur ont permis de diffuser des messages de façon plus rapide et exponentielle. Les médias sociaux sont des outils recommandés pour les partis, car ils leur permettent de mieux cadrer leur image et surtout de pouvoir discuter des questions concernant leur campagne.
Un des médias sociaux les plus interactifs et utilisés, que ce soit par les électeurs ou par les partis politiques, lors du référendum est Twitter. Cette plateforme était fortement médiatisée par les partis et poussait les électeurs à interagir avec eux.
Twitter a surtout pris une place importante lors de trois débats télévisés pendant la campagne sur le référendum. Yes Scotland (en) et Better Together ont fourni des indications claires à leurs partisans, avant le début des débats, concernant les façons de retweeter leurs messages. Afin de toucher le plus de personnes possibles, les deux partis avaient recours à des hashtags neutres comme #indyref. Cette campagne a grandement touché le public des nouveaux médias. Plus de 2,8 millions de tweets ont été partagés. Better Together et Yes Scotland (en) ont par contre utilisé des stratégies différentes concernant l'utilisation de Twitter pendant les débats. Better Together a décidé d'interagir et de commenter les tweets sur le débat. Yes Scotland a voulu relancer les messages de leur campagne et de leurs promesses électorales.
Twitter ne permet pas seulement une nouvelle façon de communiquer son message politique ou encore une interaction avec ses électeurs, mais permet aussi une analyse des partisans du parti et autres.
L'utilisation des hashtag #indyref a été analysée par l'université de Glasgow. Le pétrole et la fiscalité étaient ainsi les sujets les plus discutés par les partisans des deux partis. Cela a permis aux partis de mieux comprendre les préoccupations de leur public et d'adapter leur discours politique.

## Enjeux

### Adhésion à l'OTAN

Carte de l'OTAN au moment du référendum, avec les États membres en bleu foncé.

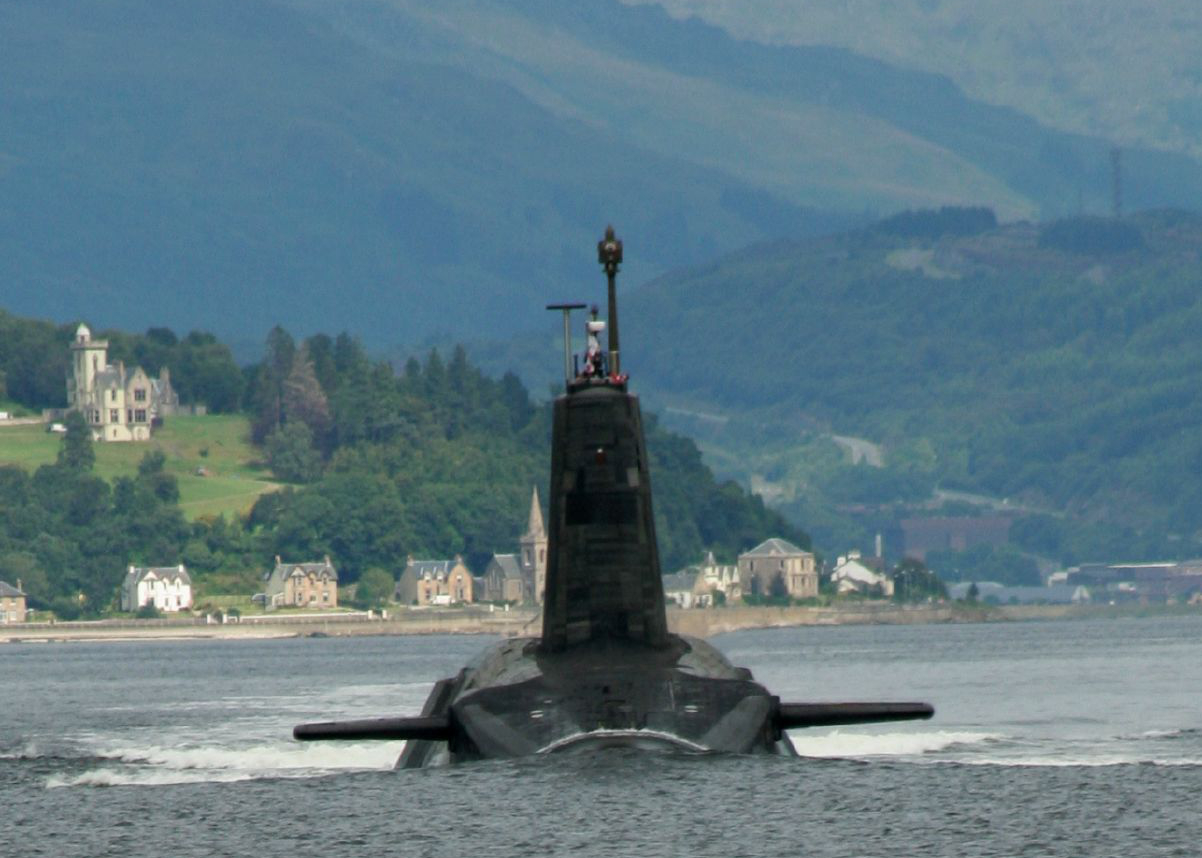
Un des sous-marins nucléaires balistiques de la classe Vanguard armé de 16 missiles Trident quittant sa base dans le Firth of Clyde.

La position du gouvernement écossais affirmant que les armes nucléaires Trident devraient être enlevées de l'Écosse mais qu'il devrait faire partie de l'OTAN est dénoncée comme une contradiction par des personnalités comme Willie Rennie, chef des démocrates libéraux écossais et Patrick Harvie, coprésident du Parti vert écossais. Salmond précise qu'il était parfaitement faisable de rejoindre l'OTAN tout en maintenant une position anti-nucléaire et que l'Écosse devrait chercher l'appartenance à l'OTAN à condition qu'un accord affirme que l'Écosse ne détiendra pas d'armes nucléaires et que l'OTAN continue à respecter les droits des membres de participer seulement dans les opérations de sanctions des Nations unies. En 2013, le Professeur Malcolm Chalmers de l'Institut Royal des Services Unis affirme que les pragmatiques du SNP ont accepté que l'appartenance à l'OTAN pourrait probablement impliquer un accord de long terme permettant au Royaume-Uni de garder le Trident sur le Clyde.
L'ancien secrétaire général de l'OTAN, le travailliste écossais Lord Robertson, précise que l'indépendance écossaise devrait être cataclysmique pour l'Ouest et que ses opposants devraient applaudir plus fort. Le journal The Scotsman écrit que Robertson avait montré un manque de mesure et de perspective en décrivant l'indépendance de cette manière. Robertson ajoute également que soit le SNP accepte le rôle nucléaire central de l'OTAN ou ils rejettent le rôle nucléaire de l'OTAN et garantissent qu'un État écossais séparé reste en dehors de l'une des alliances de défense les plus réussies. Kurt Volker, ancien représentant permanent des États-Unis pour l'OTAN affirme que probablement une forte volonté d'une Écosse indépendante à devenir membre de l'OTAN se dégagerait.
À leur conférence annuelle tenue en octobre 2012, les délégués du SNP se sont prononcés pour ne plus envisager une politique d'opposition enregistrée de longue date au principe d'appartenance à l'OTAN. Les députés John Finnie et Jean Urquhart ont démissionné du SNP à la suite de ce changement de politique. Finnie affirme qu'il y a un désir prépondérant de débarrasser l'Écosse des armes nucléaires et que cet engagement ne pouvait pas se faire avec une appartenance à une alliance nucléaire ; ce dernier a défié Salmond d'expliquer comment envisager d'être à la fois un membre de l'OTAN et débarrasser l'Écosse de l'arme nucléaire. Le Parti vert écossais et le Parti Socialiste écossais, qui se prononcent en faveur de l'indépendance de l'Écosse, continue à être opposés à l'appartenance à l'OTAN.

### Agriculture

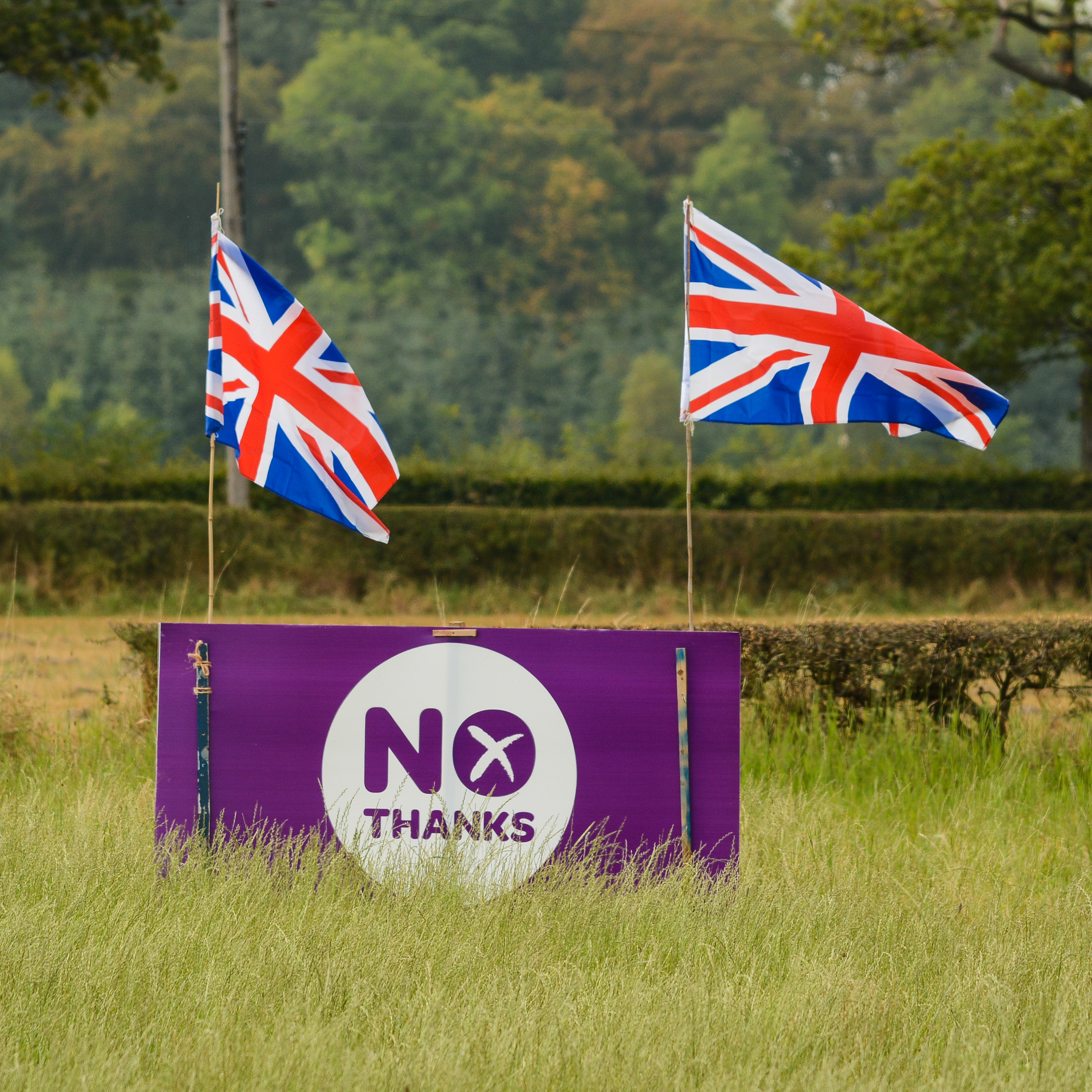
Un panneau « non ».

En 2013, en tant que membre de l'Union européenne, les agriculteurs écossais ont reçu 583 millions de livres sterling de subventions de l'Union européenne dans le cadre de la Politique agricole commune (PAC). Les subventions annuelles de la PAC sont attribuées au Royaume-Uni qui ensuite détermine la quantité à distribuer aux administrations, incluant l'Écosse. Lors du dernier accord de la PAC, les paysans du Royaume-Uni ont obtenu des paiements supplémentaires car les fermiers écossais ont reçu un plus bas paiement par hectare par ferme en moyenne, en raison principalement du terrain montagneux en Écosse,. Ceux qui se prononcent en faveur de l'indépendance croient qu'une Écosse indépendante pourrait recevoir plus de subventions agricoles qu'actuellement. Ceux qui sont contre l'indépendance expliquent que les paysans écossais bénéficient de la situation actuelle car le Royaume-Uni est l'un des membres les plus importants de l'Union européenne et par conséquent a plus de poids lors des négociations agricoles. Pour influencer l'électorat paysan écossais, la presse anglaise avance l'idée qu'une Écosse indépendante ne pourrait pas recevoir immédiatement les subventions agricoles entièrement car d'autres États qui avaient récemment rejoint ont vu leurs subventions progressivement versées.

### Aides pour les étudiants
Les frais de scolarité des étudiants domiciliés en Écosse ont été abolis en 2001. Les frais sont remplacés par un système de dotations pour le deuxième et le troisième cycle, qui a aussi été aboli en 2008. Les étudiants domiciliés dans le reste du Royaume-Uni doivent payer des frais à hauteur de 9 000 livres sterling par année aux universités écossaises mais les étudiants venant des autres États membres de l'Union européenne ne doivent pas payer de frais. Si l'Écosse devient un État indépendant, les étudiants provenant du reste du Royaume-Uni se trouveraient dans la même situation que les étudiants des autres États de l'Union Européenne. Une étude de l'université d'Édimbourg révèle que cette situation entraînerait une baisse des financements et pourrait évincer les étudiants écossais.
L'étude préconise trois types d'actions pour une Écosse indépendante : mettre en place des frais de scolarité pour tous les étudiants, négocier un accord avec l'Union européenne avec un quota réservé pour les étudiants écossais ou créer un service séparé pour les admissions d'étudiants provenant des autres des États membres de l'Union européenne avec des frais d'admission mis en place. L'étude conclut que l'Union européenne va permettre un système de quota sur des disciplines de spécialistes comme la médecine, où il existe un manque clair d'étudiants formés pour des carrières particulières mais d'autres disciplines ne seraient pas éligibles. L'étude montre aussi que la troisième suggestion allait à l'encontre de l'esprit de l'accord de Bologne qui cherche à encourager la mobilité des étudiants au sein de l'Union européenne.
Le gouvernement écossais affirme dans son livre blanc, Le Futur de l'Écosse, que les actuels arrangements des frais de scolarité devraient être maintenus dans une Écosse indépendante, comme l'Union européenne autorise des arrangements avec des frais différents dans des circonstances exceptionnelles. Jan Figel, un ancien commissaire pour l'éducation de l'Union européenne, précise en janvier 2014 que ce serait illégal pour une Écosse indépendante d'appliquer un traitement différent pour les étudiants provenant du reste du Royaume-Uni. Un rapport du comité de la Chambre des communes affirme que proposer l'exemption des frais de scolarité aux étudiants du reste de l'Union européenne coûterait au gouvernement écossais après l'indépendance 150 millions de livres sterling. Un groupe d'universitaires en faveur de l'indépendance a exprimé sa préoccupation au sujet du non maintien des actuels arrangements si l'Écosse restait à l'intérieur du Royaume-Uni en raison des réductions des dépenses publiques en Angleterre et des conséquences de la formule Barnett.

### Armes nucléaires
Du fait de sa longue tradition antinucléaire, le SNP associe immédiatement la possibilité d’une indépendance écossaise au redéploiement des forces nucléaires britanniques et des infrastructures dédiées à leur soutien hors du territoire écossais. Pour l’essentiel, cette mesure toucherait les installations de Clyde. Elles regroupent la base de sous-marins de Faslane, qui concentre la totalité de la flotte de SNA et abrite les quatre SNLE britanniques, et le centre de stockage de Coulport, où sont entreposées les têtes des missiles Trident qui les arment. Les chefs militaires britanniques ont affirmé qu'il n'y avait pas d'autre site possible pour les missiles. En avril 2014, plusieurs chefs militaires britanniques ont cosigné une lettre affirmant que forcer le Trident à quitter les eaux écossaises pourrait mettre en danger la force de dissuasion nucléaire britannique. Un séminaire organisé par la fondation Carnegie pour la Paix internationale a précisé que la Royal Navy devrait considérer une série d'options possibles, y compris le désarmement. Le député britannique Ian Davidson, s'appuyant sur un rapport anglais publié par La Campagne pour le désarmement nucléaire, suggère que les têtes nucléaires devraient être désactivées dans les prochains jours et en toute sécurité et être enlevées d'ici 24 mois.
Un rapport de 2013 provenant d'un think tank d'un Institut écossais suggère que le futur gouvernement écossais pourrait être convaincu de laisser la base nucléaire Faslane au reste du Royaume-Uni pour maintenir des relations diplomatiques et accélérer les négociations d'entrée dans l'OTAN. Nul endroit où aller, un rapport du CND écossais conclut que l'enlèvement du Trident de l'Écosse pourrait entraîner un désarmement nucléaire unilatéral par le Royaume-Uni comme les armes n'ont pas d'autre base.

### Citoyenneté
Le gouvernement écossais propose que les personnes nées en Grande-Bretagne et ayant au moins un grand-parent écossais puissent automatiquement devenir des citoyens écossais à la date de l'indépendance, sans se soucier de savoir s'ils vivent ou non en Écosse. Les citoyens britanniques résidant habituellement en Écosse pourraient devenir citoyens écossais même s'ils détiennent la citoyenneté d'un autre pays. Chaque personne qui serait automatiquement considérée comme un citoyen écossais serait capable de déroger à la citoyenneté écossaise à la condition qu'ils détiennent déjà la citoyenneté d'un autre pays. Le gouvernement écossais propose également qu'une personne qui a un parent ou un grand-parent écossais puisse devenir citoyen écossais. Le gouvernement écossais propose que n'importe quel étranger vivant légalement sur le sol écossais, ou qui a vécu pendant au moins 10 ans et a une relation en cours avec l'Écosse, devrait pouvoir présenter un dossier de naturalisation pour devenir citoyen écossais. La ministre de l'Intérieur du Royaume-Uni, Theresa May, affirme que les futures politiques du gouvernement écossais indépendant devrait impliquer une remise en cause de la citoyenneté britannique aux citoyens écossais. En janvier 2014, une analyse publiée par le gouvernement du Royaume-Uni affirme que les Écossais devraient probablement être capables de détenir la double nationalité.

### Défense
En juillet 2013, le SNP propose que le budget militaire annuel dans une Écosse indépendante se chiffre à 2,5 milliards de livres. Le Comité de défense de la Chambre des Communes (composés de députés conservateurs, de travaillistes, de libéraux-démocrates et les démocrates unis) a critiqué ces propositions et a affirmé que le budget envisagé était trop faible. Sur les projets de défense aérienne, il constate : « Nous ne comprenons actuellement pas comment le gouvernement écossais espère, avec ce budget présenté, mettre en place une défense aérienne crédible (sans parler des transports supplémentaires, des ailes rotatives et d'autres éléments d'aviation nécessaire pour une force aérienne). » Le Comité a aussi mis en garde sur les conséquences de l'indépendance sur l'industrie de la défense écossaise. « Cet impact serait ressenti immédiatement le plus par les sociétés impliquées dans la construction navale, la maintenance et les high-tech. » Les nécessités d'une force de défense écossaise ne généreraient pas de demande domestique suffisante pour compenser la perte de contrats lucratifs du ministère de la Défense du Royaume-Uni et une sécurité supplémentaire et les obstacles de l'administration entraîneraient probablement une réduction de la compétitivité avec les sociétés basées au Royaume-Uni.
Andrew Murrison, ministre d'État du Royaume-Uni pour l'Irlande du Nord, pour une stratégie internationale de sécurité rejoint les positions du Comité en affirmant que le budget était trop bas et que c'était ridicule de la part du SNP de suggérer qu'il serait capable de créer une force indépendante en utilisant la technique du découpage en salami des unités qui proviennent des forces armées anglaises qui sont basées en Écosse ou qui ont des liens écossais. L'Institut Royal des Services Unis suggère en octobre 2012 qu'une Écosse indépendante pourrait mettre en place une force de défense écossaise, comparable en taille et poids à ceux des petits États européens comme le Danemark, la Norvège et l'Irlande à un coût de 1,8 milliard de livres par année, sensiblement moins élevé que les 3,3 milliards de livres provenant des contribuables écossais pour le budget de la défense du Royaume-Uni durant l'année fiscale 2010-2011. Ce chiffre était basé sur l'hypothèse qu'une telle force pourrait être utilisée principalement pour les devoirs de défense internes avec la capacité de contribuer à des opérations de coalition et d'alliance sous le sceau de n'importe quelle organisation dont l'Écosse ferait partie et par conséquent, elle ne serait pas équipée avec des technologies coûteuses et les plus innovantes.
Les auteurs reconnaissent qu'une Écosse indépendante aurait la nécessité de conclure des accords avec le reste du Royaume-Uni sur l'espionnage, la cyber-guerre et la cyber-défense, que le futur coût de l'achat et du maintien d'équipement de ses forces serait plus élevé en raison de commandes faibles et que le recrutement et l'entraînement se révéleraient problématiques dans les prochaines années. Dorcha Lee, un ancien colonel de l'armée irlandaise, suggère que l'Écosse pourrait éviter de former une armée basée sur des ressources héritée de l'armée anglaise et suivre à la place le modèle irlandais : former une force d'auto-défense limitée, avec la capacité de contribuer, lors d'opération de projection outre-mer, à hauteur de 1 100 personnes pour des missions de sauvegarde de la paix ; armer un navire capable de contribuer également à des missions de sauvegarde de la paix au niveau international ; de disposer une force aérienne avec des hélicoptères de transport de troupe et une aviation capable de transporter de la logistique. Le Professeur Malcolm Chalmers de l'Institut Royal des Services Unis explique qu'une force si faible serait incompatible avec les exigences de l'appartenance à l'OTAN : les niveaux de dépenses pour la défense en Irlande serait difficile à vendre aux voisins de l'Écosse membres de l'OTAN, y compris le Royaume-Uni, qui pourrait voir cela comme une tentative de se démettre de leur protection. Le SNP précise que les dépense de défense avaient été sous-évaluées d'au moins 7,4 milliards de livres entre 2002 et 2012 en Écosse et que l'indépendance permettrait au gouvernement écossais de corriger ce déséquilibre. Dans le cadre de la réorganisation de l'armée britannique, le gouvernement anglais a confirmé en juillet 2013 que sept sites appartenant à l'armée seraient fermés en Écosse, bien que les réservistes de l'armée en Écosse augmenteraient de 2300 à 3700, le SNP a affirmé que l'Écosse subissait des coupes budgétaires disproportionnées. Le gouvernement écossais prévoit d'ici à 2026 une Écosse indépendante qui pourrait avoir au total, 15 000 militaires d'active et 5 000 réservistes parmi les forces maritimes, aériennes et terrestres. Selon les projections du gouvernement, une fois que l'Écosse sera indépendante, les forces de défense de l'Écosse pourraient afficher un total de 9 200 personnes (7 500 réguliers et 1 700 réservistes) équipés avec une part négociée des biens militaires du Royaume-Uni actuel. L'évaluation du gouvernement écossais des capacités de défense à la veille de l'indépendance comprend :
- une escadrille navale comprenant 2 frégates, un navire de commandement, 4 dragueurs de mines et 8 patrouilleurs,
- une brigade avec trois unités d'infanterie et de marines, et soutenues par des unités de blindés, de petite artillerie, d'ingénierie, d'hélicoptère, de communications, de transport, de logistique et médecins
- une unité de forces spéciales,
- un escadron de 12 Eurofighter Typhoon, avion de combat bi-réacteur, multi-rôles.

Le gouvernement écossais prévoit d'ici à 2021 que les forces de défense détiendraient 12 030 personnes dont 10 350 militaires d'active et 1680 réservistes avec l'addition de deux frégates supplémentaires et plusieurs aviations de patrouille maritime.

### Renseignement
Un document du gouvernement du Royaume-Uni précise que la police écossaise perdrait l'accès à l'appareil d'espionnage du Royaume-Uni, y compris MI5, SIS et GCHQ. Le document souligne aussi qu'un État indépendant écossais impliquerait la construction d'une infrastructure de sécurité. Theresa May commente qu'une Écosse indépendante devrait avoir accès à moins de capacités sécuritaires, mais n'aurait pas à faire face à une menace moins importante. En 2013, Allan Burnett, ancien responsable de l'espionnage de la police de Strathclyde et coordinateur de la lutte anti-terroriste jusqu'en 2010 affirme qu'une Écosse indépendante devrait rencontrer moins de menace, des institutions d'espionnage seront créées facilement et les alliés resteront des alliés. Peter Jackson, professeur canadien spécialisé dans la sécurité à l'Université de Glasgow, confirme qu'une branche spéciale pourrait former un noyau adéquat équivalent du MI5, et l'Écosse pourrait renoncer à créer un équivalent MI6, et à la place compter sur de l'espionnage partagé et des sources diplomatiques ouvertes comme le Canada ou les pays du Nord. Meta Ramsay, une travailliste et ancien officier du MI6, dit que le point de vue adopté par le gouvernement écossais sur l'espionnage était extrêmement naïf et que ce n'était pas aussi simple qu'il l'imaginait.

### Démocratie
Le gouvernement écossais et les partisans de l'indépendance soulignent le déficit démocratique existant de l'Écosse,,, en raison du jacobinisme du Royaume-Uni et ses manques dans la constitution codifiée et ces défauts pourraient disparaître avec l'indépendance. Le SNP décrit aussi La Chambre des lords qui est inéligible comme un affront à la démocratie et affirme que voter oui à l'indépendance signifie que les Écossais peuvent se débarrasser des coûteux et non représentatifs gradins de Westminster.
Le message du déficit démocratique a été quelquefois utilisé pour faire référence à une période comprise entre 1979 et 1997 lors des élections nationales au Royaume-Uni, durant lesquelles le Parti travailliste obtient la majorité des sièges écossais et le parti conservateur gouvernait dans l'ensemble du Royaume-Uni. Alex Salmond affirme que de telles instances équivalent à un manque de démocratie et que les personnes vivant et travaillant en Écosse sont les personnes les mieux placées pour faire les bons choix pour l'Écosse,. En janvier 2012, Patrick Harvie précise que : « Les verts ont une vision d'une démocratie plus radicale en Écosse, avec des niveaux de discussion plus élevés et de décision prise à un niveau communautaire. Notre espoir est que le débat sur l'indépendance déclenchera un nouvel enthousiasme pour les personnes qui prennent le contrôle sur le futur de notre pays et de nos communautés ».
Les unionistes comme Menzies Campbell précisent que le « déficit démocratique est résorbé par la création du parlement écossais décentralisé et que sous le gouvernement britannique et le système politique anglais l'Écosse et les écossais ont bénéficié de l'influence au-delà des prévisions les plus raisonnables ». Le député conservateur Daniel Kawczynski affirme en 2009 que la décentralisation asymétrique en place au Royaume-Uni a créé un déficit démocratique pour l'Angleterre. Ce déficit est plus communément nommé la question West Lothian qui liste les anomalies quand les députés anglais ne peuvent pas voter sur les sujets réservés à l'Écosse et que les députés écossais peuvent voter sur des thèmes équivalents en Angleterre. Kawczynski fait aussi remarquer que la dimension moyenne de l'assemblée parlementaire est plus importante en Angleterre qu'en Écosse.

### Économie
Le rapport[Lequel ?] indique que les banques écossaises auraient des actifs équivalent à 1,254 %, du PNB ce qui est plus important que Chypre et l'Islande avant la dernière crise financière internationale. Le rapport sous entend que les contribuables écossais devraient chacun avoir 65 000 livres de potentielles dettes si un hypothétique renflouement devait intervenir en Écosse, contre 30 000 livres pour le Royaume-Uni. Des économistes comme Andrew Hugues Hallett, professeur d'économie à l'université de St. Andrews ont rejeté l'idée que l'Écosse serait tenue d'effacer les dettes seules. Il a observé que des banques intervenant dans plusieurs pays peuvent être renflouées par de multiples gouvernements. Ainsi, Fortis Banque et Dexia Banque ont été collectivement renflouées par la France, la Belgique et les Pays-Bas. La Réserve Fédérale a prêté plus d'un trillion de dollars aux banques anglaises, y compris 446 milliards de dollars à la Banque Royale d'Écosse (RBS) car elles étaient intervenues aux États-Unis. Robert Peston a rapporté en mars 2014 que RBS et le groupe de la banque Lloyds peuvent être amenés à déplacer les responsables d'Édimbourg à Londres dans le cas de l'indépendance de l'Écosse, en raison d'une loi européenne entrée en vigueur après la faillite en 1991 de la BCCI (Banque du Crédit et du Commerce International).
Le Groupe Weir, une des plus importantes sociétés privées situées en Écosse, a commandé une étude à l'institut économique Oxforf sur conséquences économiques potentielles de l'indépendance de l'Écosse. L'étude révéla que Weir subirait une fiscalité plus importante même si le gouvernement écossais propose une réduction du taux d'imposition des sociétés, en raison de sa non capacité à compenser les pertes en Écosse face aux profits dans le reste du Royaume-Uni. L'étude a affirmé que l'indépendance impliquerait des coûts supplémentaires et plus de complexité dans le versement prévu des allocations pour les sociétés. Le rapport a estimé que 70 % des exportations écossaises ont été vendues au reste du Royaume-Uni, ce qui affecterait particulièrement le secteur des services financiers. Standard Life Aberdeen, une des plus importantes sociétés du secteur financier écossais, a souligné en février 2014 qu'il avait commencé à enregistrer ses entreprises en Angleterre au cas où il aurait à déplacer certaines de ses opérations en Angleterre.
En février 2014, le Financial Times a noté que le PNB par habitant en Écosse est plus important qu'en France si la part du gaz et du pétrole est pris en compte et plus élevé que celui de l'Italie en ne prenant pas en compte les ressources naturelles.
À la date d'avril 2014, l'Écosse affichait un taux de chômage équivalent à celui du Royaume-Uni soit 6,6 % et un déficit fiscal moins élevé (y compris en pourcentage du PNB) que le reste du Royaume-Uni. L'Écosse réussit mieux que le Royaume-Uni en moyenne pour accueillir des investissements directs étrangers sur l'année 2012-2013(évalué par le nombre de projets), bien que ses résultats soient moins performants que le Pays de Galles ou l'Irlande du Nord. La croissance du PNB a été plus faible en Écosse que dans le reste du Royaume-Uni bien que cela soit dû à un conflit industriel à la raffinerie de Grangemouth.
Les partisans de l'indépendance souvent soutiennent que l'Écosse ne déploie pas tout son potentiel économique quand il est soumis à la même politique économique que le reste du Royaume-Uni. En 2013, la fondation Jimmy Reid a publié un rapport affirmant que la politique économique du Royaume-Uni est largement définie en faveur de Londres, ce qui signifie que l'Écosse et les autres régions économiques se voient renier leurs spécificités, leurs politiques locales dont ils auraient besoin. L'économiste qui a rédigé le document a affirmé que ses conclusions constituaient un réel défi pour les partisans unionistes. Plus tard, en janvier 2014, le politicien pro-indépendantiste Colin Fox a souligné que l'Écosse est pénalisée par le modèle économique en faveur du Sud-Est de l'Angleterre. En novembre 2013, Chic Brodie MSP a souligné que l'Écosse était privée d'un atout économique dans les années 1980 après que le ministère de la Défense a bloqué l'exploration de pétrole au large de l'Ouest de l'Écosse, dans l'intention volontaire d'éviter une interférence avec l'arsenal des armes nucléaires.

### Immigration et contrôle des frontières
Le Royaume-Uni n'est pas soumis à toutes les politiques européennes en raison des dérogations obtenues. Il n'appartient pas à l'espace Schengen ce qui signifie que les passeports de tous les voyageurs provenant de l'Union européenne sont vérifiés sauf ceux venant d'Irlande qui fait partie du Common Travel Area (CTA) avec le Royaume-Uni,. Le Common Travel Area est une zone aérienne commune qui regroupe la république d'Irlande, le Royaume-Uni, l'île de Man, Jersey et Guernesey. Le gouvernement écossais propose que l'Écosse indépendante devrait rester en dehors de l'Espace Schengen et rejoindre le CTA garantissant qu'aucun contrôle des passeports ne serait effectué à la frontière anglo-écossaise.
Nicola Sturgeon explique qu'une Écosse indépendante pourrait négocier avec l'UE pour obtenir les mêmes accords en termes de visa que le Royaume-Uni actuellement a : « Nous ne faisons pas partie de l'Espace Schengen pour le moment. Nous dirons simplement que nous ne voulons pas rejoindre l'Espace Schengen ». En mai 2014, le député travailliste le plus âgé du Parlement affirme au Sunday Herald que l'UE n'allait pas forcer l'Écosse à rejoindre l'Espace Schengen[réf. nécessaire]. Alistair Carmichael, le Secrétaire d'État de l'Écosse, précise en janvier 2014 que ce serait pertinent pour l'Écosse de faire partie du CTA mais il faudrait qu'il applique les mêmes politiques d'immigration au reste du Royaume-Uni. Cette prise de position est soutenue par la ministre de l'Intérieur Theresa May qui affirme en mars 2014 que les contrôles de passeports seraient mis en place si l'Écosse adoptait une politique d'immigration plus souple.

### Monnaie
L'autre sujet économique est la monnaie qui serait utilisée par une Écosse indépendante. Les principales options sont d'établir une monnaie écossaise indépendante ou de joindre la monnaie commune européenne ou de préserver la livre sterling. Actuellement, le SNP est partisan de continuer à utiliser la livre sterling dans une Écosse indépendante au sein de l'ancienne union monétaire avec le Royaume-Uni, avec la Banque d'Angleterre établissant les taux d'intérêt et la politique monétaire et agissant en tant que banque centrale.
Dans le document Le futur de l'Écosse, le gouvernement écossais identifie cinq raisons principales pour croire en une union monétaire favorable aux intérêts en Écosse et au Royaume-Uni immédiatement après l'indépendance. Le principal partenaire commercial de l'Écosse est le Royaume-Uni (2/3 des exportations en 2011) ; les sociétés intervenant en Écosse et au Royaume-Uni ont des chaînes logistiques transfrontalières complexes, il existe une mobilité géographique importante pour rechercher du travail, sur les principales mesures d'une aire monétaire optimale, les économies de l'Écosse et du Royaume-Uni obtiennent de bonnes performances, les tendances économiques de court-terme au Royaume-Uni et en Écosse montrent un haut degré de synchronicité.
Les partisans de l'indépendance expliquent que l'union monétaire profiterait à l'Écosse et au reste du Royaume-Uni, comme les exportations de l'Écosse, y compris le pétrole de la mer du Nord qui améliorerait la balance des paiements et donc renforcerait le taux d'échange de la livre sterling. Pourtant, le professeur Charles Nolan de l'université de Glasgow a précisé qu'inclure les exportations écossaises dans les chiffres de la balance des paiements ferait peu de différence car la livre est une monnaie flottante. Il a ajouté : si le Royaume-Uni perd ces revenus étrangers d'échange la livre va chuter, augmenter les exportations et freiner les importations jusqu'à ce que la balance revienne à l'équilibre.
Le gouvernement écossais affirme également qu'une union monétaire pourrait faire économiser aux sociétés en Angleterre, pays de Galles et l'Irlande du Nord environ 500 m[Quoi ?] de livres de coûts de transaction en commerçant avec l'Écosse, ce qui pour le porte-parole du Trésor Jonathan Edwards était une menace pour les sociétés galloises. Pourtant, le chef travailliste écossais Johann Lamont a expliqué que tous coûts supplémentaires de transactions nuiraient principalement sur les sociétés écossaises, coûtant aux sociétés écossaises 11 fois plus que celles situées en Angleterre. L'institut des directeurs a affirmé que tout nouveau coût de transaction serait insignifiant par rapport au risque financier d'entrer dans une union monétaire instable. Le Chancelier de l’Échiquier et les personnalités équivalentes situées dans les deux partis politiques principaux ont rejeté l'idée de l'ancienne union monétaire avec une Écosse indépendante. Ainsi, Ed Balls affirme que les propositions du SNP pour une union monétaire sont économiquement incohérentes et qu'une option monétaire pour une Écosse indépendante serait moins avantageuse que ce que nous avons actuellement à travers le Royaume-Uni aujourd'hui.
L'ancien Premier ministre John Major rejette aussi l'idée de l'Union monétaire, affirmant que cela obligerait le Royaume-Uni à effacer la dette écossaise alors que les députés écossais et l'ancien Premier ministre Gordon Brown ont ajouté que « ce que propose le SNP est d'établir une relation coloniale ». Même si les écossais sont absents, le SNP propose que Westminster prenne des décisions principales sur l'Écosse. Le Premier Ministre gallois, Carwyn Jones, affirme qu'il appliquerait son veto à une union monétaire entre l'Écosse et le reste du Royaume-Uni, car avoir deux gouvernements en charge serait source d'instabilité. En juin 2012, Alistair Darling précise que ceux qui votent dans le reste du Royaume-Uni pourrait choisir de ne pas faire partie de l'union monétaire avec l'Écosse et critique les propositions en sous-entendant que Salmond affirmait que « tout change mais rien ne change ».
Si l'Écosse rejoint l'union monétaire avec le Royaume-Uni, des contraintes sur la politique fiscale pourraient être imposées à l'État écossais. Des experts bancaires ont expliqué qu'être un partenaire plus faible dans le cadre d'un arrangement monétaire pourrait représenter une perte sur le plan de l'autonomie fiscale en Écosse. Le docteur Angus Armstrong de l'Institut national de la recherche économique et sociale écrit qu'une Écosse indépendante va probablement trouver des contraintes implicites sur la politique économique, spécialement sur la politique fiscale seront plus restrictives que les contraintes explicites à laquelle elle est confrontée actuellement en faisant partie du Royaume-Uni. Salmond insiste en précisant qu'une Écosse indépendante dans l'Union monétaire conserverait ses pouvoirs fiscaux et la maîtrise de ses dépenses. Gavin McCrone, ancien conseiller chef économiste au Bureau écossais a affirmé : Bien que je pense que ce serait une bonne idée pour une Écosse indépendante de conserver le sterling, au moins, au début, cela s'avèrera plus difficile sur le long-terme, et pour gagner en liberté en suivant ses propres politiques, il serait peut être nécessaire pour l'Écosse de posséder sa propre monnaie. Cependant, il prévient que cela pourrait inciter les banques écossaises à s'installer au sein du Royaume-Uni.
Le Parti socialiste écossais se prononce en faveur d'une monnaie écossaise indépendante qui varierait en fonction de la livre sterling à court-terme, son co-porte-parole national Colin Fox décrit la zone de sterling comme indéfendable, car cela laisse trop de pouvoir au Royaume-Uni. Pourtant, le parti croit que la monnaie écossaise devrait être déterminée lors des premières élections pour le Parlement écossais au lieu du moment du référendum. Le Président de Yes Scotland Dennis Canavan et l'ancien député leader du SNP Jim Sillars sont d'autres partisans d'une monnaie indépendante écossaise. Le Parti vert écossais précise que garder la livre sterling comme un arrangement transitionnel de court-terme ne devrait pas être écarté mais le gouvernement écossais devrait rester ouvert vers une monnaie indépendante. La Fondation Jimmy Reid publie un rapport au début de l'année 2013 soulignant que garder la livre serait un bon arrangement transitionnel mais recommande la mise en place éventuelle d'une monnaie écossaise indépendante pour protéger l'Écosse d'une instabilité économique du Royaume-Uni. Le rapport affirme que la politique monétaire du Royaume-Uni sacrifie sa croissance économique productive pour remplir les conditions qui satisfont la spéculation financière et qu'une monnaie indépendante devrait protéger l'Écosse du pire.
Il existe un désaccord sur l'obligation pour l'Écosse de rejoindre la zone euro si elle souhaite devenir membre de l'Union européenne. Tous les nouveaux membres sont obligés de s'engager à rejoindre la monnaie unique comme une pré-condition de l'appartenance à l'Union européenne, mais ils doivent d'abord faire partie du mécanisme du taux de change européen II (MCE II) pendant deux années. Le gouvernement écossais affirme que comme les pays ne sont pas obligés de rejoindre mécanisme du taux de change européen II (MCE II), l'Union européenne n'a pas de moyens légaux de forcer les États Membres de respecter les pré-conditions qui doivent être satisfaites avant que l'appartenance à l'Eurozone soit possible. Par exemple, la Suède n'a jamais adopté l'Euro. Les suédois ont rejeté l'adoption de l'euro dans le référendum de 2003 et son gouvernement a par conséquent refusé d'entrer dans le mécanisme du taux de change européen II, dont l'appartenance est volontaire.

### Nations unies
David Cameron signale qu'une Écosse indépendante serait marginalisée aux Nations unies où le Royaume-Uni est un membre permanent du Conseil de sécurité. John Major a suggéré qu'après l'indépendance écossaise, le reste du Royaume-Uni perdrait son siège permanent au Conseil de sécurité des Nations unies. Ceci est toutefois inexact : ce qui resterait du Royaume-Uni serait l'État successeur du Royaume-Uni et conserverait son siège permanent au Conseil de sécurité, comme cela fut le cas de la Russie à la suite de l'effondrement de l'Union soviétique.

### Revenus et dépenses du gouvernement
La formule Barnett provoque une augmentation des dépenses publiques par habitant plus importante en Écosse qu'en Angleterre. Si le revenu du pétrole de la mer du Nord est calculé sur une base géographique, l'Écosse produit aussi plus de revenus fiscaux par habitant que la moyenne du Royaume-Uni,. L'Institut pour des études fiscales rapporte en novembre 2012 que les revenus de la mer du Nord pourraient plus que couvrir la hausse des dépenses publiques mais prévient que les prix de pétrole étaient volatils et que c'était une ressource temporaire. Le rapport prévient que si comme il est probable les revenus du pétrole et du gaz vont se tarir sur le long terme, le défi fiscal auquel va être confrontée l'Écosse sera plus important que celui auquel fait face le Royaume-Uni actuellement. Le rapport sur les dépenses et les revenus du gouvernement en Écosse a révélé que sur les années 2012/2013 les revenus du pétrole issus de la mer du Nord avaient baissé de 41,5 % et que le déficit de la dépense publique en Écosse a augmenté de 4,6 milliards de livres sterling à 8,6 milliards de livres sterling,.
En mai 2014, le gouvernement du Royaume-Uni publie une analyse indiquant qu'il existait un dividende européen de 1 400 livres sterling par année par personne en Écosse, principalement en raison de la hausse du niveau de dépenses publiques avec la mise en place de la formule Barnett. Cette analyse est contestée par le gouvernement écossais, qui a précisé que chaque Écossais serait plus riche de 1 000 livres sterling par année en cas d'indépendance d'ici 2030. Trois experts économistes ont affirmé que les deux estimations étaient possibles mais que les deux informations dépendaient de variables inconnues comme la division de la dette du Royaume-Uni, les revenus futurs du pétrole issus de la mer du Nord, sur les possibles engagements dans les dépenses d'une Écosse indépendante et les gains futurs de productivité.
Dans ses analyses, le gouvernement du Royaume-Uni a aussi estimé que les coûts liés à la mise en place d'un État indépendant seraient de 1,5 milliard de livres sterling (1 % du PNB) ou de 2,7 milliards de livres sterling (180 organismes publics coûteraient 15 millions de livres sterling chacun),. Patrick Dunleavy de la London School of Economics qualifie l'utilisation de cette recherche par le gouvernement du Royaume-Uni pour arriver à ce dernier chiffre comme ridicule. Le Trésor réplique que leur principal chiffre (1,5 milliard de livres sterling) était basé sur des estimations du professeur Robert Young du Western Ontario,. Deux des principaux partis unionistes en Écosse ont appelé le SNP à publier ses propres estimations sur les coûts liés à la mise en place d'un État indépendant, mais le gouvernement écossais précise qu'une évaluation n'est pas possible comme la facture finale dépendra des négociations avec le reste du Royaume-Uni. Le professeur Dunleavy estime que les coûts liés la mise en place de l'indépendance seraient de 200 millions de livres sterling dans un rapport commandité par le journal Sundy Post, avec des coûts totaux liés à la transition évalués entre 600 millions de livres sterling et 1 500 millions de livres sterling pour les dix premières années d'indépendance.
La note de crédit par les agences de notation qui serait attribuée à l'Écosse indépendante a été aussi un sujet de débat,. L'agence de notation Fitch déclare qu'en octobre 2012 qu'elle ne donnerait pas d'avis sur la notation d'une future Écosse indépendante, car les finances écossaises dépendraient largement des résultats des négociations entre le Royaume-Uni et l'Écosse sur la division entre l'actif et le passif du bilan. Standard & Poor's, une autre agence de notation de crédit, affirme en février 2014 que l'Écosse devrait faire face à des défis importants mais pas insurpassables et ceci même en excluant le résultat des revenus de la mer du Nord, en calculant le PIB par habitant et en regardant seulement les revenus pétroliers à terre, l'Écosse pourrait obtenir une évaluation qui décrirait une augmentation économique.
La recherche publiée par Moody's en mai 2014 a précisé qu'une Écosse indépendante se verrait attribuée un A, comparable à la Pologne, à la République tchèque et au Mexique. La note A serait deux grades en dessous de l'actuelle notation du Royaume-Uni, qui selon Moody's ne serait pas affecté par l'indépendance écossaise.

### Énergie

#### Niveau de l'énergie
La plupart des sujets relatifs à l'énergie sont contrôlés par le gouvernement du Royaume-Uni. Le contrôle du gouvernement écossais sur les projets de lois permet d'empêcher la construction de nouvelles centrales nucléaires en Écosse. Les partisans de l'indépendance veulent préserver un marché unique énergétique pour la totalité de la Grande-Bretagne après l'indépendance, pour maintenir la stabilité des prix et soutenir les fournisseurs. Les opposants affirment que l'indépendance menace le marché unique énergétique. Euan Phimister, professeur d’économie à l'université d'Aberdeen, précise que bien que l'indépendance affecterait leurs relations, il est probable que la demande anglaise pour l'électricité produite en Écosse se maintiendrait car les projections de l'OFGEM (Bureau des marchés du gaz et de l'électricité) ont suggéré qu'il y aura peu de capacité en plus,. Le second plus important fournisseur d'énergie au Royaume-Uni, SSE, croit qu'un marché unique serait le résultat le plus souhaitable sous l'indépendance, bien que cela nécessiterait des négociations et cela impliquerait des changements au système existant.
La députée Caroline Flint affirme que l'indépendance serait synonyme de factures d'énergie plus élevées en Écosse, car ses clients devraient payer plus pour soutenir les énergies renouvelables en Écosse, qui représente un tiers du total du Royaume-Uni. Euan Phimister affirme que les factures vont probablement augmenter à travers toute la Grande-Bretagne car les énergies renouvelables et les nouvelles centrales nucléaires en Angleterre reçoivent toutes les deux des subventions plus élevées que les centrales électriques vont progressivement fermer en raison des régulations environnementales. Il affirme qu'il existe une distinction entre les plans d'énergie renouvelable existants et ceux proposés dans le sens où les plans existants ont déjà été remboursés alors que de nouvelles constructions nécessitent la promesse de subventions du consommateur.

#### Pétrole en mer du Nord
Environ 90 % des champs de pétrole britanniques de la mer du Nord sont situés dans les eaux territoriales écossaises. Les revenus fiscaux générés par les sites offshore ne sont pas comptabilisés pour l'Écosse mais pour la plate-forme UK Continental. Les revenus du pétrole de la mer du Nord ont été utilisés pour soutenir les dépenses actuelles depuis les années 1970, particulièrement durant les périodes de chômage important pendant l'exercice de Margaret Thatcher, plutôt que de créer un fonds souverain pétrolier comme en Norvège,. Le SNP affirme qu'une portion des revenus devrait être investie dans un fond pétrolier souverain. Les opposants à l'indépendance affirment que créer un fonds souverain nécessiterait des réductions dans les dépenses publiques et font remarquer que la production commence à baisser.

### Union européenne
Le statut dans l'Union européenne d'une Écosse indépendante n'est pas encore défini. Les partisans et les opposants à l'indépendance mettent de nombreuses théories sur les conséquences pour l'Écosse et pour le Royaume-Uni. Aucun responsable politique ne fait référence au référendum en 2017 promis par le Premier ministre britannique David Cameron. Ces deux votes ne doivent pas être découplés car le devenir de l'Écosse au sein de l'Union européenne dépendra de ces deux résultats électoraux et non d'un seul. Ainsi une Écosse, pro-européenne, au sein du Royaume-Uni pourrait très bien quitter l'Union européenne, si en 2017 le non britannique à l'Europe l'emportait.
Les responsables politiques au niveau européen comme au niveau écossais prônent trois scénarios alternatifs[réf. nécessaire] :
- l'Écosse comme pays constitutif du Royaume-Uni avec ce qui resterait du Royaume-Uni constitué de l'Angleterre, du pays de Galles et de l'Irlande du Nord hérite des mêmes droits et devoirs que le Royaume-Uni. Les deux États successeurs du Royaume-Uni demeurent membres de l'Union européenne.
- l'Écosse et le Royaume-Uni constitué de l'Angleterre, du pays de Galles et de l'Irlande du Nord doivent tous deux demander de nouveau l’adhésion à l'Union européenne.
- Le Royaume-Uni constitué de l'Angleterre, du pays de Galles et de l'Irlande du Nord est considéré comme le seul État successeur du Royaume-Uni et donc hérite seul des droits et devoirs du Royaume-Uni. Seule l'Écosse doit redemander l'adhésion à l'UE.

Le SNP plaide pour une relation similaire entre l'Écosse indépendante et l'Union européenne comme elle existe actuellement entre le Royaume-Uni et l'Union européenne aujourd'hui. Cela signifie une adhésion avec des exemptions, comme ne pas avoir à adopter l'euro. Il existe un débat pour savoir si l'Écosse devrait déposer sa propre candidature pour appartenir à l'Union européenne et si elle devait conserver les options retenues par le Royaume-Uni. La Commission européenne propose de procurer un avis à un membre existant. Il n'existe pas de précédent de la sécession d'une partie d'un État membre de l'Union Européenne. Il existe des exemples qui ressemblent à cette situation mais qui ne sont pas directement comparables.
Le Groenland joint la Communauté économique européenne comme il faisait partie du Danemark en 1973, mais vote plus tard pour obtenir des règles internes et quitter la Communauté économique européenne. La réunification de l'Allemagne en 1990 a impliqué que les habitants de l'ancienne République démocratique allemande ont été ajoutés de la Communauté économique européenne sur ce sujet ; mais le gouvernement britannique a confirmé qu'il ne recherchait pas de conseil comme il ne souhaitait pas négocier les conditions de l'indépendance avant le référendum. La Tchécoslovaquie s'est divisée entre la République tchèque et la Slovaquie en 1993, avec ces deux nouveaux États joignant l'Union européenne en 2004. Les partisans de l'indépendance ont affirmé qu'une Écosse indépendante devrait devenir un membre de l'Union européenne par des amendements comme il est prévu dans l'article 48 des traités de l'Union européenne.
Les opposants soutiennent que cela ne serait pas possible et que l'Écosse indépendante devrait poser sa candidature pour adhérer à l'Union européenne comme il est prévu dans l'article 49, ce qui nécessiterait une ratification par chaque État membre. L'ancien Premier ministre John Major suggère en novembre 2013 que l'Écosse devrait poser à nouveau une candidature pour adhérer à l'Union européenne, mais cela signifierait dépasser l'opposition aux séparatistes parmi les États membres existant, particulièrement présente en Espagne. Plusieurs sources médiatiques et opposants à l'indépendance suggèrent que l'Espagne pourrait bloquer l'adhésion des Écossais à l'Union européenne, en raison de la peur de répercussions sur des mouvements séparatistes en Catalogne ou au Pays basque. En novembre 2013, le président du gouvernement de l'Espagne, Mariano Rajoy, explique dans une interview : « Je suis persuadé qu'une région qui voudrait se séparer d'un État membre de l'Union européenne resterait à l'extérieur de l'Union européenne et cela doit être su par les Écossais et le reste des citoyens européens.» Il déclare aussi qu'une Écosse indépendante deviendrait un pays tiers à l'extérieur de l'Union européenne et nécessiterait le consentement des 28 États pour rejoindre l'Union européenne, mais qu'il ne rechercherait pas à bloquer l'entrée de l'Écosse indépendante. Salmond cite une lettre de Mario Tenreiro, secrétaire général de la Communauté européenne, qui précise qu'il serait possible légalement de renégocier la situation du Royaume-Uni et l'Écosse à l'intérieur de l'Union européenne par un accord unanime de tous les États membres. Le professeur David Edward, un ancien juge de la Cour européenne, a déclaré que les institutions et les États membres de l'Union européenne seraient obligés d'entamer des négociations avant que l'indépendance prenne effet pour décider de la relation future de l'Écosse et du Royaume-Uni à l'intérieur de l'Union européenne. Il a précisé que ce serait réalisé par un amendement accordé sur des traités existants (Article 48) plutôt qu'un nouveau traité pour l'adhésion (Article 49). Graham Avery, le directeur général honoraire de la Communauté européenne, partage l'avis de David Edward. Avery a rédigé un rapport, publié par le Centre des politiques européennes, qui précise que les leaders européens pourrait probablement permettre à l'Écosse de faire partie de l'Union européenne en raison des difficultés légales et pragmatiques qui surgiraient de son exclusion.
Dans un document, le professeur Sionaidh Douglas-Scott de l'Université d'Oxford a déclaré que les lois de l'Union européenne envisagent normalement une approche pragmatique et volontaire pour résoudre les problématiques, comme l'indépendance de l'Écosse, qui n'ont pas été déjà réglées par les traités existants. José Manuel Durão Barroso, président de la Commission européenne, a suggéré qu'en 2012 qu'une Écosse indépendante devrait poser sa candidature pour adhérer, mais que le reste du Royaume-Uni continuerait à en être un membre. Dans une interview auprès de la BBC, il a affirmé : « Nous sommes une unions d'États, donc s'il existe un nouvel État, cet État doit poser sa candidature pour adhérer et négocier les conditions avec les autres États membres. D'un point de vue légal, l'Écosse est certainement un nouvel État. Si un pays devient indépendant, c'est un État nouveau et doit négocier avec l'Union européenne. En 2014, il a affirmé que qu'il serait difficile, voire impossible pour l'Écosse de joindre l'Union européenne.
En 2014, la députée Christina McKelvie, présidente du comité du parlement écossais sur les relations européennes et extérieures a écrit à Viviane Reding, vice-présidente de la Commission européenne, en mars 2014 pour demander si l'article 48 serait appliqué. Dans sa réponse, Reding a affirmé que les traités européens ne pourraient pas s'appliquer à un territoire qui fait sécession d'un État membre. Reding indique aussi que l'Article 49 serait la feuille de route à appliquer pour devenir un membre de l'Union européenne. Jean-Claude Juncker précise au mois de juillet 2014 qu'il respecterait le résultat du référendum. Lucinda Creighton, ministre des Affaires européennes de la république d'Irlande, en janvier 2013, affirme dans une interview que si l'Écosse devait devenir indépendante, l'Écosse devrait poser sa candidature pour son adhésion et que cela pourrait devenir un processus long. Creighton explique plus tard à Nicola Sturgeon pour clarifier sa position en précisant que son point de vue était largement le même que celui du gouvernement écossais et qu'elle n'avait à aucun moment suggéré que l'Écosse pouvait, devait ou devrait être rejeté de l'Union européenne. En mai 2013, Roland Vaubel, un conseiller de Alternative pour l'Allemagne, publie un document affirmant que l'Écosse devrait rester membre de l'Union européenne une fois son indépendance acquise et suggère que des négociations devraient s'établir entre les gouvernements écossais et britannique sur la manière dont ils souhaitent partager les droits et les obligations de l'État précédent. Vaubel affirme aussi que les commentaires de Barroso d'un point de vue légal ne prennent appui sur aucun traité européen.
En janvier 2013, le Premier ministre britannique, David Cameron, promet au parti conservateur de mettre en place un référendum sur l'adhésion de l'Union européenne en 2017 s'ils gagnent les élections de 2015. La législation est approuvée par la Chambre des communes. Des études montrent une divergence de position vis-à-vis de l'Union européenne en Écosse et le reste du Royaume-Uni. Selon un document du gouvernement écossais basé sur des études de données entre 1999 et 2005 révèle que les habitants d'Écosse éprouvent généralement le même euroscepticisme que les Anglais. L'institut IPSOS note cependant en février 2013 que les Écossais sont plus favorables au maintien au sein de l'Union européenne, contrairement aux sondages en Angleterre qui montraient en novembre 2012 qu'il y avait une majorité en faveur d'un retrait. Les partisans de l'indépendance soulignent que les projets du gouvernement du Royaume-Uni ont causé une incertitude économique pour l'Écosse. Christina McKelvie affirme qu'elle craignait que l'Écosse puisse voir retardée son entrée dans l'Union européenne. Des commentateurs ont suggéré qu'un retrait du Royaume-Uni de l'Union européenne nuirait au dossier de l'indépendance de l'Écosse : le libre-échange, la liberté de mouvement et l'absence de contrôle aux frontières avec le Royaume-Uni ne pourraient ainsi plus être possibles.

### Monarchie
Les partis politiques et les organisations partisans de l'indépendance sont favorables à l'instauration d'une république, y compris le parti vert écossais et le parti socialiste écossais. Le SNP, partisan d'une adhésion au Commonwealth, est, par contre, en faveur d'une préservation de la monarchie dans le cadre d'une union personnelle avec le Royaume-Uni, dans laquelle le souverain britannique resterait chef de l'État, au même titre que les autres royaumes du Commonwealth ; le monarque d'Écosse resterait donc la reine Élisabeth II. Une autre solution consistait à choisir un autre monarque en couronnant le prétendant jacobite au trône d'Écosse François de Bavière. Cependant, même si cette solution était jugée crédible par les analystes politiques, elle était néanmoins improbable,,.
Alex Salmond affirme que la monarchie pourrait être maintenue par une Écosse indépendante. Certaines personnalités à l'intérieur du SNP, y compris Christine Grahame, la présidente du comité de justice du parlement, pense que c'est au gouvernement écossais de mettre en place un référendum sur le statut de la monarchie, selon une résolution de la conférence du SNP tenue en 1997.

### Politique de santé
La politique de santé est dévolue au Parlement écossais depuis sa création en 1999. Le gouvernement écossais met en place des politiques de santé différentes de celles mises en œuvre en Angleterre, comme l'abolition des frais relatifs aux prescriptions et des soins pour les personnes âgées. Le NHS en Écosse est indépendant du NHS contrairement au reste du Royaume-Uni depuis la création de la NHS de 1948,. Les partisans de l'indépendance soutiennent que l'indépendance est nécessaire car de possibles réductions dans le budget de la NHS en Angleterre entraîneraient des fonds réduits pour l'Écosse qui mettrait en péril le système existant. Harry Burns, un ancien responsable médical pour l'Écosse, a précisé en juillet 2014 que l'indépendance pourrait tirer des bénéfices en faveur de la santé publique car les personnes pourraient avoir plus de contrôle sur leurs vies.
En mai 2014, environ 100 travailleurs médicaux y compris des chirurgiens, des docteurs consultants, des médecins généralistes, des pharmaciens, des dentistes, des ambulanciers [réf. souhaitée] et des gardiens [réf. souhaitée] ont rejoint la campagne en faveur de l'indépendance. Son cofondateur a décrit que la santé en Écosse est un exemple remarquable de politique autonome pour l'Écosse réussissant mieux que le gouvernement de Westminster et que l'indépendance protègerait le NHS écossais de futures réductions de la part de Westminster et de l'impact néfaste de la privatisation au sud de la frontière.
Les opposants à l'indépendance affirment que faire partie du Royaume-Uni est vital en permettant aux écossais pour obtenir les traitements de spécialistes ailleurs dans le Royaume-Uni. Aujourd'hui, le NHS écossais a des arrangements réciproques avec les services du NHS dans le reste du Royaume-Uni et les services de spécialistes sont partagés. Un groupe unioniste, Pas de frontières, a tourné une publicité au cinéma affirmant que ce serait plus difficile d'obtenir un traitement à l'Hôpital Great Ormond Street, un institut londonien spécialisé dans les soins pour les enfants. Le groupe unioniste a retiré la publicité après que le GOSH s'est plaint qu'il n'avait pas été consulté au sujet de cette publicité et affirme : « Nous voudrions rassurer les familles écossaises que nous avons déjà des accords de réciprocité sur la santé avec de nombreux pays et nous traitons des patients de toute l'Europe en raison de l'expertise de nos spécialistes. » [réf. souhaitée]

### Protection de l'enfance
Dans le livre blanc Le futur de l'Écosse, le gouvernement écossais promet de renforcer les sommes provisionnées dédiées à l'enfance dans une Écosse indépendante,. Le rapport de l'administration chiffre le coût de cette politique à 700 millions de livres qui serait financée par une augmentation de l'impôt sur le revenu provenant du retour au travail de plus de 100 000 femmes. Le chef travailliste écossais Johann Lamont affirme que cette politique devrait être appliquée immédiatement si le gouvernement écossais pensait qu'elle pourrait avoir des retombées positives. Mais Alex Salmond répond que les coûts de la politique sous la décentralisation avait été financés par des réductions dans les dépenses publiques. En mars 2014, l'Association Nationale des Crèches déclare que ce plan ne pouvait être appliqué qu'à la seule condition que des fonds supplémentaires plus importants soient attribuées par des autorités locales à des crèches privées. Un rapport du Centre d'information du Parlement écossais remet en cause les bénéfices économiques de cette politique, faisant remarquer qu'il y avait seulement 64 000 mères d'enfants âgées entre 1 et 5 ans qui sont inactives économiquement. Un porte-parole de Salmond précise que les 104 000 femmes estimées pourraient faire partie de la population active sur une longue période, comme les futures générations de mères seraient capables de travailler, affirmant : « Le point essentiel de la politique est que cela ne soit pas temporaire en étant mis en place un jour ou une année puis s'interrompt ».

### Retraites
Le système des retraites est géré par le gouvernement du Royaume-Uni, versant 113,10 livres par semaine pour un célibataire qui est à la retraite en 2013 et 2014. L'âge de départ de la retraite pour les hommes est actuellement de 65 ans mais il est censé augmenter à 66 ans en 2020 et 67 ans en 2028. Des recherches menées par l'Institut national de la recherche économique et sociale a révélé qu'une Écosse indépendante pourrait retarder cette augmentation de l'âge de départ à la retraite en raison d'une plus faible espérance de vie. Le livre blanc sur l'indépendance, le Futur de l'Écosse, prévoit de maintenir une pension de retraite à un taux similaire à celui du Royaume-Uni.
L'ancien premier ministre Gordon Brown affirme en avril 2014 que l'Écosse a une part moyenne au-dessus de la facture des pensions du secteur public et conclut que les pensions seraient protégées en partageant les risques et les ressources à l'intérieur du Royaume-Uni[pas clair]. Le ministre des retraites du gouvernement écossais Steve Webb affirme que les Écossais auraient droit aux niveaux actuels des pensions de retraite après l'indépendance car ils ont accumulé des droits depuis la création du système. Webb poursuit son discours en précisant que des négociations seraient nécessaires entre le Royaume-Uni et l'Écosse sur les modalités de paiement de ces pensions. En relation avec les projets des pensions privées, un rapport de l'Institut des experts-comptables écossais ont exprimé leurs préoccupations sur l’absence de plans pour négocier des régulations européennes qui pourrait affecter le financement des projets liés à la prévoyance trans-frontaliers. La communauté européenne a décidé en mars 2014 de ne pas assouplir ces régulations, qui nécessite des projets trans-frontaliers à financer pleinement.

### Sport
L'Écosse a accueilli les jeux du Commonwealth en 2014 à Glasgow et la Ryder Cup 2014 dans les mois précédant le référendum,. Scott Stevenson, directeur des sports des jeux du Commonwealth du Canada précise que les athlètes veulent venir et faire de la compétition, et sont imperméables aux politiques. L'ancien Premier ministre travailliste Henry Mc Leish a publié un rapport en mai 2014 précisant qu'il n'existe aucune barrière visible à l'indépendance de l'Écosse pour participer aux jeux olympiques d'été de 2016. McLeish affirme que des athlètes, particulièrement ceux des jeux collectifs, pourraient choisir de participer en faisant partie de l'équipe de Grande-Bretagne plutôt que celle d'Écosse car ils seraient bi-nationaux. Le représentant du comité des jeux olympiques internationaux Craig Reedie a fait remarquer que l'Écosse devrait obtenir l'adhésion des Nations unies et pourrait vouloir mettre en place ses propres standards de qualification aux Jeux olympiques, ce qui devrait être fait pendant la période entre l'indépendance (mars 2016) et la date d'échéance de clôture pour se présenter aux Jeux olympiques d'été de 2016,.
Gordon Brown fait remarquer que le comptage des médailles en 2012 pour la Grande-Bretagne a démontré le succès de l'union incluant les deux nations. Les athlètes écossais contribuent à hauteur de 13 médailles sur un total de 65 gagnés par la Grande-Bretagne en 2012, mais seulement 3 de celles-ci sont gagnées par les écossais sans l'assistance des autres athlètes. Chris Hoy précise en mai 2013 que cela pourrait prendre du temps pour les athlètes écossais pour s'établir eux-mêmes dans un nouvel environnement d'entraînement, indiquant que les bonnes performances des athlètes écossais dans l'équipe de Grande-Bretagne ne se traduirait pas forcément dans une équipe indépendante écossaise. Hoy croit aussi que le manque d'infrastructures et des équipements d'entraînement en Écosse devrait être résolus par un État indépendant.

### Statut des îles Orcades, Shetland et Hébrides

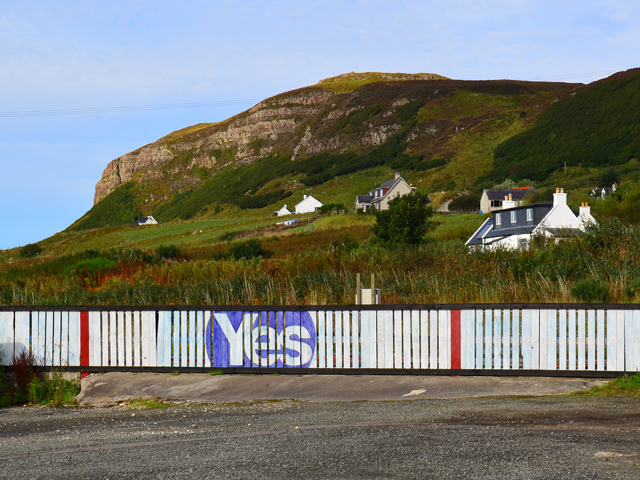

La perspective d'une Écosse indépendante a soulevé des questions sur le futur statut de ces trois groupes d'îles écossaises : les Orcades, les Shetland et les Hébrides. Les habitants ont appelé à la tenue de référendums dans ces archipels le 25 septembre 2014, soit une semaine après celui sur l'indépendance écossaise. Ces référendums proposeraient aux habitants des îles de choisir entre trois options : l'indépendance vis-à-vis de l'Écosse ; le maintien au sein de Écosse, même si celle-ci devenait indépendante ; le maintien au sein du Royaume-Uni, si l'Écosse devenait indépendante,,. En mars 2014, le parlement écossais publie la pétition sur Internet appelant à la tenue de ces référendums, qui ont été soutenus par le député des Shetland Tavish Scott. La troisième option nécessiterait la réalisation de la promesse faite en 2012, quand un porte-parole précise que dans l'éventualité d'une indépendance écossaise, Orcades et Shetland pourrait rester dans le Royaume-Uni si leur volonté d'auto-détermination était suffisamment fort. Les politiciens des trois groupes d'îles assimilent le référendum écossais à l'événement les plus importants dans leur histoire politique depuis la création des conseils des îles en 1975. Angus Campbell, chef des Hébrides extérieures, affirme que « le débat constitutionnel en cours offre l'occasion pour les conseils des trois îles de protéger les pouvoirs grandissants pour nos communautés pour prendre des décisions qui amélioreront les économies et les vies de ceux qui habitent dans les îles ».
Lors d'une rencontre des conseils des îles en mars 2013, les chefs des trois territoires ont discuté de leur futur dans l'éventualité d'une Écosse indépendante, y compris si les îles devaient demander et réaliser l'autonomie à l'intérieur de l'Écosse ou dans le reste du Royaume-Uni. Parmi les scénarios proposés, les îles obtiendraient, soit le statut de dépendances de la Couronne britannique (sur le modèle de l'île de Man ou des îles Anglo-Normandes), soit celui de gouvernement autonome (sur le modèle des îles Féroé à l'égard du Danemark) en association avec soit l'Écosse, soit le Royaume-Uni. Steven Heddle, le chef du conseil des îles Orcades, considère que rechercher à obtenir le statut de dépendance de la couronne est l'option la moins probable, car cela menacerait les financements provenant de l'Union européenne qui sont vitaux pour les fermiers locaux. Au niveau juridique, les dépendances de la Couronne ne font pas partie du territoire britannique et ne rentre donc pas dans le champ d'action de l'Union européenne. Alasdair Allan, député pour les îles Hébrides, précise que l'indépendance de l'Écosse pourrait avoir un impact positif sur les îles dans le cas où celles-ci resteraient écossaises : les petits fermiers et les autres pourraient alors espérer une augmentation substantielle des financements de la PAC dans le cadre du développement agricole et rural si l'Écosse devenait un État membre indépendant membre de l'Union européenne.
En juillet 2013, le gouvernement écossais, dans la déclaration Lerwick, se prononçait en faveur d'une dévolution du pouvoir auprès des îles écossaises. Au mois de novembre 2013, il promet d'engager vers un processus de décentralisation à l'égard des îles Orcades, Shetland et les Hébrides dans l'éventualité de l'indépendance. Steven Heddle appelle à plus de législation pour pouvoir y accéder quel que soit le résultat du référendum.

### Universités
En 2012-2013, les universités écossaises ont reçu 13,1 % des financements des conseils de la recherche du Royaume-Uni. Alan Trench, docteur à l'université de Londres précise que les universités écossaises ont reçu des financements disproportionnés de la part du Royaume-Uni et ne pourraient plus en bénéficier après l'indépendance. L'institut écossais en physique prévient que l'accès à des infrastructures renommées sur le plan international comme le CERN, le Grand Collisionneur de Hadrons, l'Agence Spatiale européenne et l'Observatoire européen austral pourrait nécessiter les renégociations par le gouvernement écossais. Il a aussi souligné qu'une Écosse indépendante remettrait en cause le financement provenant d'organismes de charité du Royaume-Uni comme Wellcome Trust et Leverhulme Trust et qu'il existe des incertitudes profondes pour les sociétés internationales basées en Écosse.
Le secrétaire de l'éducation du gouvernement écossais, Michael Russell, précise que les universités écossaises avait une réputation internationale qui continuerait à attirer des investissements après l'indépendance. En septembre 2013, le principal de l'Université d'Aberdeen affirme que les universités écossaises continueraient à avoir accès au financement de la recherche du Royaume-Uni à travers une aire unique de recherche qui mutualiserait les résultats des deux nations. Professeur David Bell, professeur d'économie à l'Université de Stirling précise que la collaboration trans-frontalière devrait continuer mais les universités écossaises pourraient perdre leur avantage financier. Roger Cook de l'Institut écossais fait remarquer que bien que les universités écossaises reçoivent une part importante du financement des Conseils de la recherche, elles sont moins dépendantes vis-à-vis de cette source de financement que leurs homologues en Angleterre.

### Politique sociale
Les partisans de l'indépendance affirment que le contrôle de la politique sociale serait un atout décisif en cas d'indépendance. Selon l'Institut des études fiscales, l'indépendance pourrait offrir l'occasion d'une réforme plus radicale car le système de santé serait plus adapté aux particularités des Écossais. Les pro-indépendantistes et Nicola Sturgeon Premier ministre député ont précisé que le système de santé existant peut uniquement être garanti en votant en faveur de l'indépendance. En septembre 2013, le conseil écossais pour les organisations volontaires qui représente les organisations caritatives ont réclamé un système de santé indépendant du Royaume-Uni en Écosse.
En novembre 2013, le gouvernement écossais a plaidé pour profiter de l'indépendance pour modifier des points clés de la loi liée à la réforme de la santé de 2012 qui a été mise en place au Royaume-Uni en dépit de l'opposition de la majorité des députés écossais. Il a précisé qu'il abolirait le Crédit Universel et la Bedroom Tax. Le SNP a aussi critiqué Rachel Reeves, le secrétaire d'État fantôme socialiste pour les retraites et le travail, pour avoir affirmé que le futur gouvernement socialiste du Royaume-Uni serait encore plus dur sur les allocations que le ministère de Cameron. En janvier 2012, le journal The Scotsman a révélé selon des sources proches du Premier Ministre qu'une politique fiscale et d'allocations uniforme est au cœur d'un pays unifié et que ces pouvoirs ne pourraient être attribués à l'Écosse après le référendum alors que le démocrate libéral Michael Moore a précisé en août 2013 que la décentralisation d'une partie du budget de la santé devrait être pris en considération. Le politicien travailliste Jim Murphy, un ancien secrétaire d'État écossais, affirme qu'il était profondément engagé à décentraliser la politique de santé au parlement écossais mais a aussi prévenu que l'indépendance perturberait trop l'Écosse et ne serait pas profitable. La Commission de décentralisation des travaillistes écossais a recommandé en mars 2014 que certains aspects de la politique de santé y compris les allocations logement et les allocations pour les handicapés devraient être décentralisées.

## Conséquences potentielles

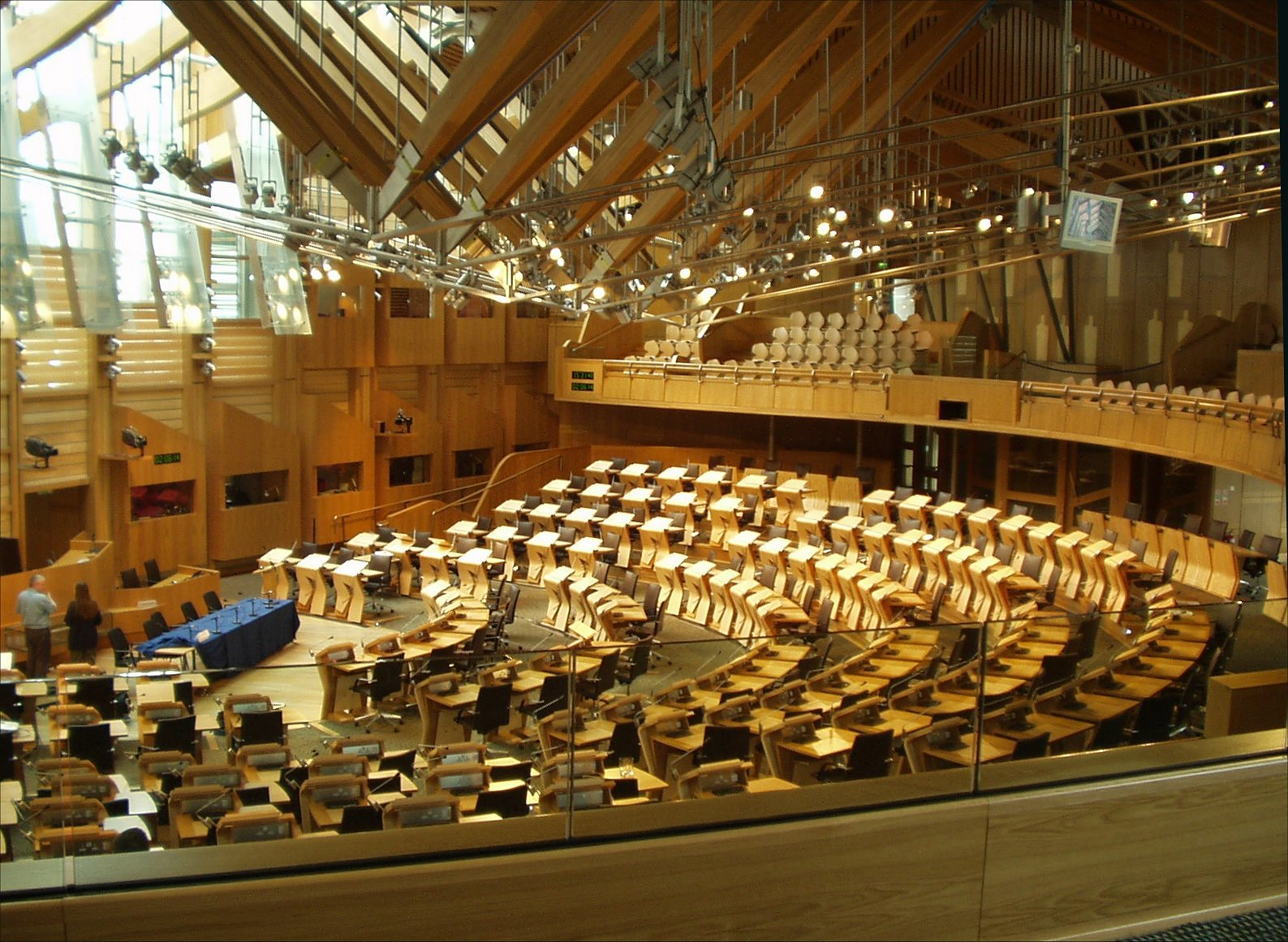
Hémicycle du Parlement écossais.

La constitution étant une affaire réservée à l’organe législatif suprême au Royaume-Uni, le Parlement du Royaume-Uni (ayant son siège au palais de Westminster à Londres), l’Écosse ne peut pas (de jure) déclarer son indépendance vis-à-vis du Royaume-Uni. Le référendum proposé est donc un « référendum consultatif sur l’extension des pouvoirs du Parlement écossais », dont le résultat « n’aura aucun effet juridique sur le Royaume-Uni », bien que le gouvernement écossais prévoie de tenir des négociations avec le Royaume-Uni en cas de majorité de voix pour l’indépendance, « suivant l’expression du peuple écossais ».
À la suite de l'annonce, en janvier 2012, du référendum, le Premier ministre du pays de Galles, Carwyn Jones, et le Premier ministre d'Irlande du Nord, Peter Robinson, exprimèrent tous deux leur souhait que l'Écosse demeure membre du Royaume-Uni, tout en reconnaissant que cette décision appartenait aux Écossais. Carwyn Jones suggéra en outre que si le Royaume-Uni était amputé de l'une de ses quatre nations, les trois restantes auraient à repenser la nature de leur relation : « On ne peut pas simplement retirer l'Écosse et s'attendre à ce que le Royaume-Uni continue comme avant. On aurait, par exemple, un Parlement à Londres avec environ 550 députés, dont 510 viendraient d'Angleterre. Il serait nécessaire de repenser de manière fondamentale la nature de la relation entre les trois nations restantes du Royaume-Uni pour nous assurer que ce Royaume-Uni constitue un corps stable où chacun se sent représenté de manière équitable ».
Par ailleurs, l'indépendance de l’Écosse pourrait entraîner un regain des tensions en Irlande du Nord où la question d'un nouveau statut serait posée à plus ou moins longue échéance : indépendance de l'Irlande du Nord, rattachement à la république d'Irlande, etc.

## Sondage
En décembre 2011, selon un sondage, seuls 38 % des Écossais affirmaient qu'ils voteraient en faveur de l'indépendance, tandis que 57 % déclaraient qu'ils voteraient contre. En janvier 2012, un autre sondage indiquait que 40 % des Écossais se disaient favorables à l'indépendance, alors que 43 % étaient contre, les autres ne se prononçant pas (le même sondage révélait que 43 % des Anglais souhaitaient voir une Écosse indépendante, et que seuls 32 % des Anglais étaient contre). D'après un autre sondage, toutefois, seuls 32 % des Écossais étaient prêts à voter en faveur de l'indépendance.
Une semaine avant la signature de l'accord d'Édimbourg, le 8 octobre 2012, un sondage mené par TNS-BMRB pour The Herald rapportait que seuls 28 % de la population était en faveur de l'indépendance. En raison notamment du ton employé par le Gouvernement pour convaincre les électeurs de voter « non » au référendum, mal perçu par les Écossais, le « oui » a par la suite progressé, les intentions de vote en faveur de l'indépendance atteignant près de 40 % en avril 2013. De plus, la part d'indécis est de plus en plus susceptible de faire pencher la balance du côté du « oui » le 18 septembre 2014.
Le 6 septembre 2014, pour la première fois un sondage YouGov annonce une majorité pour le « oui » avec 51 % des voix contre 49 % pour le « non » (en excluant les indécis). Marquant une très forte évolution depuis le début du mois d'août où le « non » menait avec 61 % contre 39 % pour le « oui ».

| Date             | Agence de sondage | Pour l'indépendance (%) | Contre l'indépendance (%) | Indécis (%) | Source  |
| ---------------- | ----------------- | ----------------------- | ------------------------- | ----------- | ------- |
| janvier 2012     | Ipsos MORI (en)   | 39                      | 50                        | 11          | [ 149 ] |
| 8 février 2012   | YouGov            | 30                      | 54                        | 16          | [ 150 ] |
| juin 2012        | Ipsos MORI        | 35                      | 55                        | 10          | [ 151 ] |
| 19 août 2012     | YouGov            | 27                      | 60                        | 13          | [ 152 ] |
| 8 octobre 2012   | TNS BMRB          | 28                      | 53                        | 19          | [ 153 ] |
| 15 octobre 2012  | Ipsos MORI        | 28                      | 52                        | 19          | [ 154 ] |
| 21 octobre 2012  | Panelbase         | 37                      | 45                        | 18          | [ 155 ] |
| 26 octobre 2012  | YouGov            | 29                      | 55                        | 14          | [ 156 ] |
| janvier 2013     | Angus Reid        | 32                      | 50                        | 16          | [ 157 ] |
| 14 janvier 2013  | TNS BMRB          | 28                      | 48                        | 24          | [ 158 ] |
| 27 janvier 2013  | Panelbase         | 34                      | 47                        | 19          | [ 159 ] |
| 1er février 2013 | Angus Reid        | 32                      | 47                        | 20          | [ 160 ] |
| 13 février 2013  | Ipsos MORI        | 34                      | 55                        | 11          | [ 161 ] |
| 13 mars 2013     | TNS BMRB          | 33                      | 52                        | 15          | [ 162 ] |
| 24 mars 2013     | Panelbase         | 36                      | 46                        | 18          | [ 163 ] |
| 8 avril 2013     | TNS BMRB          | 30                      | 51                        | 19          | [ 164 ] |
| 5 septembre 2014 | YouGov            | 47                      | 45                        | 8           | [ 165 ] |

## Résultats

### Globaux
| Choix                  | Votes     | %     |
| ---------------------- | --------- | ----- |
| Oui                    | 1 617 989 | 44,70 |
| Non                    | 2 001 926 | 55,30 |
|                        |           |       |
| Exprimés               | 3 619 915 | 99,91 |
| Blancs ou nuls         | 3 429     | 0,09  |
| Total                  | 3 623 344 | 100   |
| Abstentions            | 660 048   | 15,41 |
| Inscrits/participation | 4 283 392 | 84,59 |

| Votes « Oui » (44,70 %) |  |  | Votes « Non » (55,30 %) |
| ▲                       |  |  |                         |
| Majorité absolue        |  |  |                         |

Selon la Scottish Referendum Study, conduite par des universitaires écossais peu de temps après le scrutin, les partisans du « Oui » sont majoritaires chez les électeurs les plus pauvres (moins de 19 000 £ par an, 53,2 % en faveur de l'indépendance) et les plus aisés (plus de 45 000 £ par an, 50,5 %), chez les 25-29 ans (62,2 %), les 30-39 ans (55,2 %) et les 40-49 ans (52,9 %), ainsi que chez les électeurs nés en Écosse (50,2 %), les hommes (52,7 %), les catholiques (57,7 %), les personnes sans religion (52,1 %) et les personnes ayant une autre religion que le christianisme (52,5 %).

### Par zone
| Autorité locale       | Votes Oui | Votes Non | Oui ( %) | Non ( %) | Votes exprimés | Participation ( %) |
| --------------------- | --------- | --------- | -------- | -------- | -------------- | ------------------ |
| Aberdeen              | 59 390    | 84 094    | 41,4 %   | 58,6 %   | 143 484        | 81,7 %             |
| Aberdeenshire         | 71 337    | 108 606   | 39,6 %   | 60,4 %   | 179 943        | 87,2 %             |
| Angus                 | 35 044    | 45 192    | 43,7 %   | 56,3 %   | 80 236         | 85,7 %             |
| Argyll and Bute       | 26 324    | 37 143    | 41,5 %   | 58,5 %   | 63 467         | 88,2 %             |
| Clackmannanshire      | 16 350    | 19 036    | 46,2 %   | 53,8 %   | 35 386         | 88,6 %             |
| Dumfries and Galloway | 36 614    | 70 039    | 34,3 %   | 65,7 %   | 106 653        | 87,5 %             |
| Dundee                | 53 620    | 39 880    | 57,3 %   | 42,7 %   | 93 500         | 78,8 %             |
| East Ayrshire         | 39 762    | 44 442    | 47,2 %   | 52,8 %   | 84 204         | 84,5 %             |
| East Dunbartonshire   | 30 624    | 48 314    | 38,8 %   | 61,2 %   | 78 938         | 91,0 %             |
| East Lothian          | 27 467    | 44 283    | 38,3 %   | 61,7 %   | 71 750         | 87,6 %             |
| East Renfrewshire     | 24 287    | 41 690    | 36,8 %   | 63,2 %   | 65 977         | 90,4 %             |
| Edinburgh             | 123 927   | 194 638   | 38,9 %   | 61,1 %   | 318 565        | 84,4 %             |
| Eilean Siar           | 9 195     | 10 544    | 46,6 %   | 53,4 %   | 19 739         | 86,2 %             |
| Falkirk               | 50 489    | 58 030    | 46,5 %   | 53,5 %   | 108 519        | 88,7 %             |
| Fife                  | 114 148   | 139 788   | 45,0 %   | 55,0 %   | 253 936        | 84,1 %             |
| Glasgow               | 194 779   | 169 347   | 53,5 %   | 46,5 %   | 364 126        | 75,0 %             |
| Highland              | 78 069    | 87 739    | 47,1 %   | 52,9 %   | 165 808        | 87,0 %             |
| Inverclyde            | 27 243    | 27 329    | 49,9 %   | 50,1 %   | 54 572         | 87,4 %             |
| Midlothian            | 26 370    | 33 972    | 43,7 %   | 56,3 %   | 60 342         | 86,8 %             |
| Moray                 | 27 232    | 36 935    | 42,4 %   | 57,6 %   | 64 167         | 85,4 %             |
| North Ayrshire        | 47 072    | 49 016    | 48,9 %   | 51,1 %   | 96 088         | 84,4 %             |
| North Lanarkshire     | 115 783   | 110 922   | 51,1 %   | 48,9 %   | 226 705        | 84,4 %             |
| Orkney                | 4 883     | 10 004    | 32,8 %   | 67,2 %   | 14 887         | 83,7 %             |
| Perth and Kinross     | 41 475    | 62 714    | 39,8 %   | 60,2 %   | 104 189        | 86,9 %             |
| Renfrewshire          | 55 466    | 62 067    | 47,2 %   | 52,8 %   | 117 533        | 87,3 %             |
| Scottish Borders      | 27 906    | 55 553    | 33,4 %   | 66,6 %   | 83 459         | 87,4 %             |
| Shetland              | 5 669     | 9 951     | 36,3 %   | 63,7 %   | 15 620         | 84,4 %             |
| South Ayrshire        | 34 402    | 47 247    | 42,1 %   | 57,9 %   | 81 649         | 86,1 %             |
| South Lanarkshire     | 100 990   | 121 800   | 45,3 %   | 54,7 %   | 222 790        | 85,3 %             |
| Stirling              | 25 010    | 37 153    | 40,2 %   | 59,8 %   | 62 163         | 90,1 %             |
| West Dunbartonshire   | 33 720    | 28 776    | 54,0 %   | 46,0 %   | 62 396         | 87,9 %             |
| West Lothian          | 53 342    | 65 682    | 44,8 %   | 55,2 %   | 119 024        | 86,2 %             |
| Écosse                | 1 617 989 | 2 001 926 | 44,7 %   | 55,3 %   | 3 619 915      | 84,6 %             |

### Conséquences
À la suite du résultat rejetant le référendum de l'indépendance, Alex Salmond démissionne de son poste de président du SNP et de Premier ministre. Le rejet du référendum soutenu par le SNP n'empêche pas le parti d'obtenir 56 des 59 sièges écossais du parlement britannique l'année suivante.
À la suite de la mise en place du référendum britannique sur le Brexit par David Cameron pour le 23 juin 2016, le gouvernement écossais déclare préparer un nouveau référendum sur l'indépendance du pays en cas de victoire de la sortie de l'Union européenne et met sa menace à exécution après le « Oui » au retrait du Royaume-Uni de l'Union européenne alors que l'ensemble de l'Écosse vote majoritairement contre. Le référendum est annoncé le 13 mars 2017, cependant, le gouvernement britannique n'ayant pas donné son accord, ce référendum ne sera que consultatif. Ce projet est approuvé par le parlement écossais le 28 mars 2017 par 69 pour et 59 contre.